# Assisi Szent Ferenc-templom (Szendrő)
Szendrő városának és egész Magyarországnak is jelentős műemléke a barokk stílusban épült római katolikus Assisi Szent Ferenc-templom. Eredeti formájában 1635/36-tól a ferences kolostor zárdatemplomának készült, ma ismert alakját az 1741-ben kezdődő átépítésével nyerte el. A rendalapító Assisi, avagy szeráfikus Szent Ferenc (1182–1226) tiszteletére szentelték.

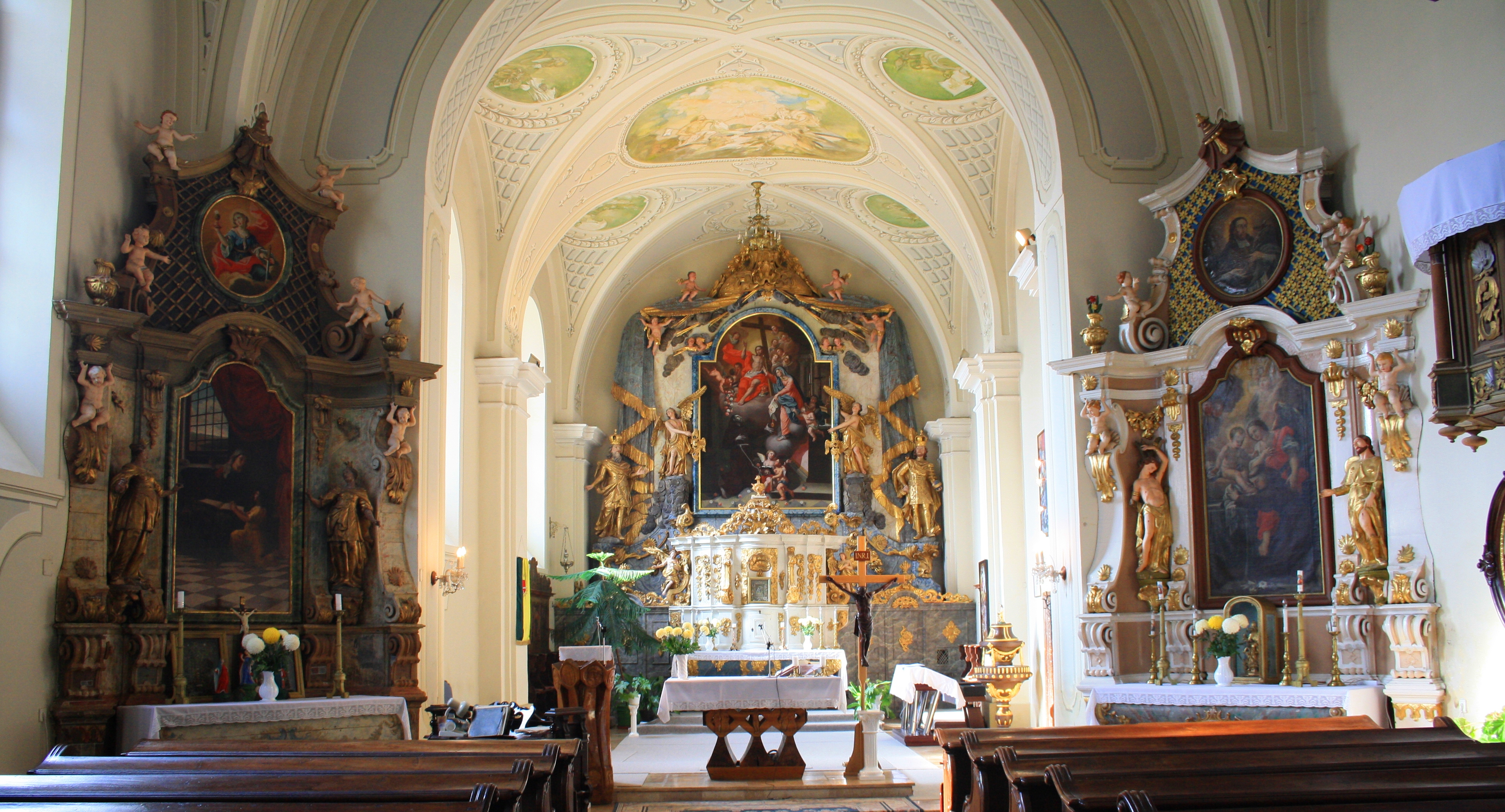
A szendrői római katolikus templom Assisi Szent Ferenc főoltára, és Páduai Szent Antal, valamint Szent Anna mellékoltárai

A barokk eszmei hátterét a katolikus egyház által indított ellenreformáció, az egyház hivatalos szóhasználatában a „katolikus megújulás” adta. Ennek céljai egyrészt a reformáció következtében elvesztett hívek visszaszerzése, másrészt a megmaradt nyáj hitében való megerősítése voltak. A szendrői templom és kolostora eredetileg szintén a magyarországi ellenreformáció szolgálatára épült.

## Jelentősége
A templomot a maga nemében igazán különlegessé a teljes egészében épen fennmaradt barokk berendezése teszi. Feltétlenül említést érdemel a 17. századból származó Betlehemi mellékoltár, illetve a 18. század közepére datálható Assisi Szent Ferenc főoltár, a Szent Anna, a Páduai Szent Antal, valamint a Loretói és a Fájdalmas Anya mellékoltárok, a szerzetesi zsolozsmázó stallumok, a szószék, a padok, az aranyhímzéses moire miseruha, a Nepomuki Szent János és a katakombai szentek relikviáit tartalmazó ereklyetartók, a teológiai tárgyú könyvgyűjtemény, a stációképek és a földszinti oldalfolyosó késő reneszánsz Lorántffy címeres kő ajtókerete. A helyi katolikus egyház elsősorban az innen származó gótikus szendrői monstranciáról híres. Ez az 1430-as évek elejéről származó Úrmutató a Magyar Nemzeti Múzeum állandó kiállításának része, a korabeli magyar ötvösművészet remeke.

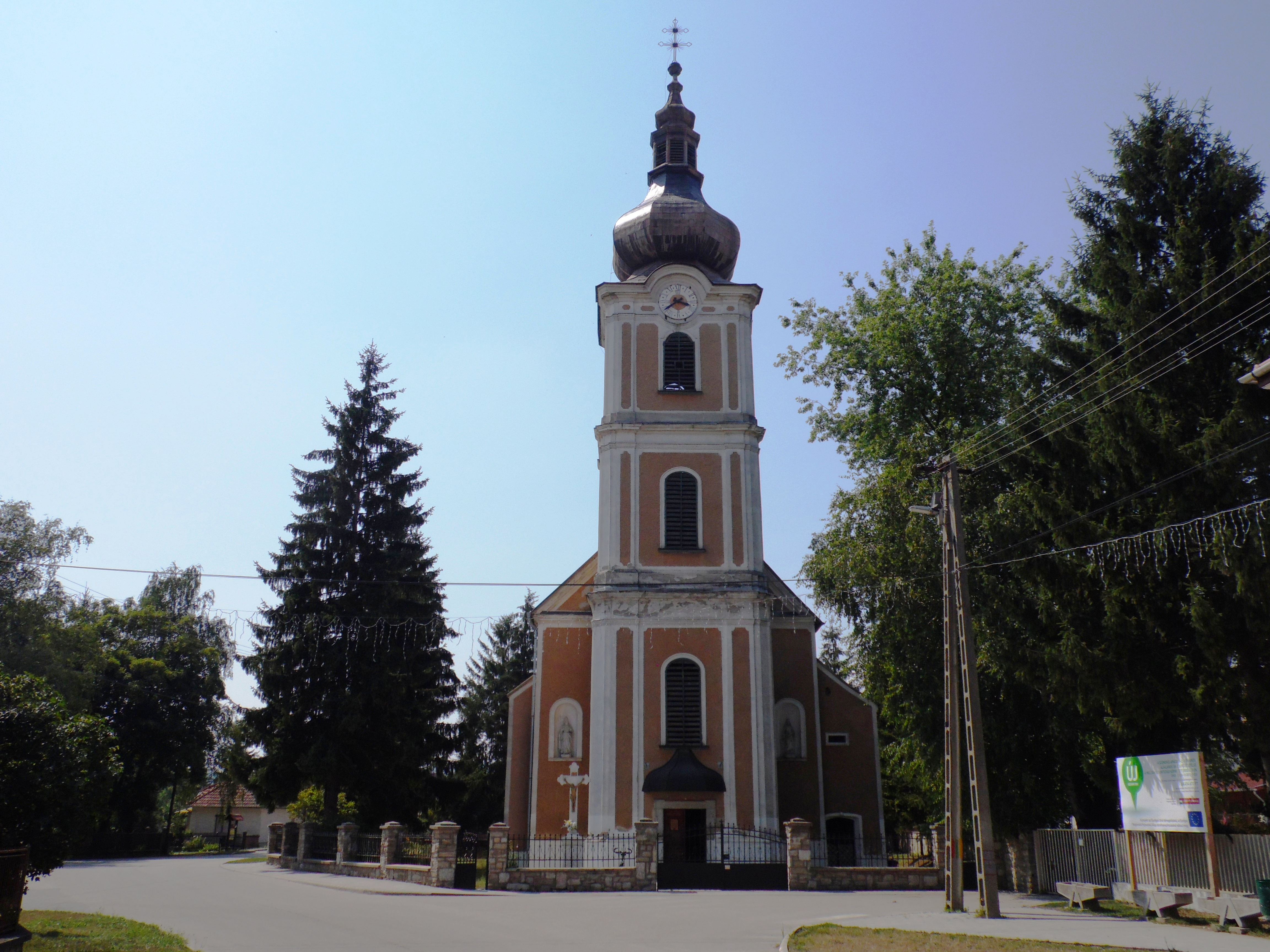
A szendrői Assisi Szent Ferenc Római Katolikus Templom 2015-ben
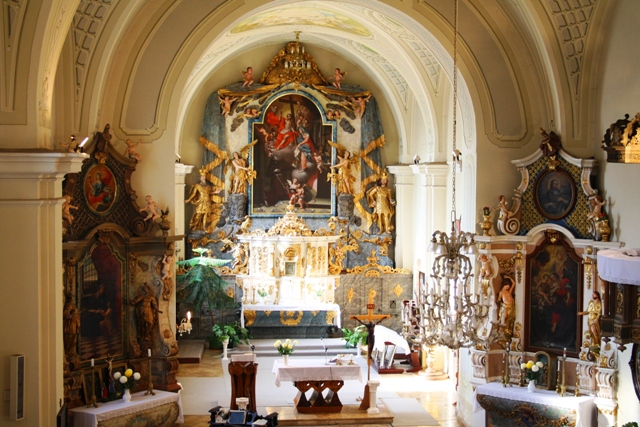
A templom szentélye
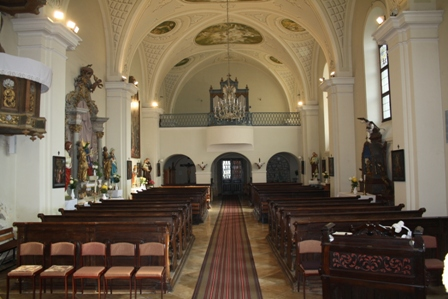
A templomhajó a szentély felől nézve
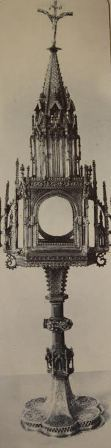
A szendrői gótikus monstrancia, a magyar ötvösművészet egyik remeke
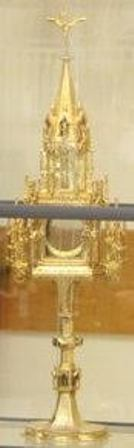
A szendrői monstrancia a helyi, Apáczai Csere János Általános Iskolában történt kiállítása idején

## A templom és a katolikus egyház története Szendrőben

### A 13-14. század
A szendrői katolikus egyház történetének kezdeteiről szinte semmit sem tudunk, a település csak a 14. század elején jelenik meg az írott forrásokban. 1317-ben az egri püspök és a káptalan egyházi tized tulajdonával kapcsolatos jogvitája kapcsán bukkant fel Szendrő neve, a pervesztes a püspök lett, a tized eztán a káptalant illette. A XXII. János pápa (1316–1334) adószedői által összeállított és fennmaradt magyarországi tizedjegyzékek (1332–1337) tanúsága szerint ebben az időszakban Szendrő 27-32 ezüstgarast fizetett évente, amiből következtethetünk arra, hogy már ekkor jelentős, falusias környezetéből egyértelműen kiemelkedő, mezővárosi jellegű település lehetett.
1332–től önálló plébánia, templomát az államalapító Szent István király tiszteletére szentelték, első név szerint ismert papja, bizonyos Márk 1333-1334 táján szolgált itt.

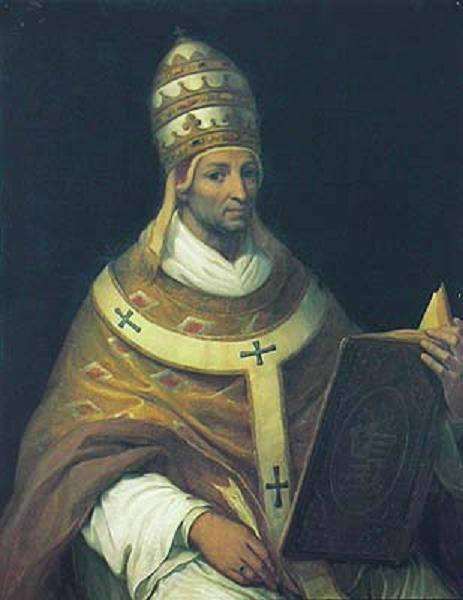
XXII. János pápa
XXII. János pápa címere

### A 16-17. század, reformáció és ellenreformáció
Szendrő mint Borsod vármegye székhelye, fontos királyi végvár, főúri uradalmi központ és a felső-magyarországi (kassai) végvidéki főkapitányság egyik várkörzetének központi erőssége, a Habsburgok, az oszmánok és Erdély harcainak fókuszában állt a 16–17. században. A mezőváros mind a reformáció, majd elsősorban az 1635-től épített, mára elpusztult ferences kolostora révén az ellenreformáció jelentős regionális központja. Az 1550 –es évek derekától a Szendrőt birtokló, protestánssá lett Bebek família ellehetetlenítette a katolikus hitéletet a mezővárosban, csak az erőd császári zsoldosai és várnépe követték a katolicizmust.
1625. november 12-én II. Ferdinánd német-római császár, magyar és cseh király papot és kántortanítót küldött a szendrői, a Szentháromságról elnevezett kis katolikus kápolna számára a Habsburg Monarchiában, így az annak részét képező királyi Magyarországon is megindult ellenreformáció jegyében.
1632–től ferences áldozár működött a városban.
1635–ben egy ferences rendi pap kezdte meg szolgálatát Szendrőben, ugyanekkor Lósy Imre, a Jászón székelő egri püspök, később 1637-től 1642-ig Pázmány Péter utódaként esztergomi érsek és Magyarország prímása lehetővé tette egy ferences kolostor megépítését a mezővárosban.
1636–ban történt meg a szerzetesek bevezetése Gyöngyösi Aranyszájú János vezetésével, a barátok intenzív missziós feladatokat is elláttak a környéken. 1638-ban fejeződött be a kolostor és a zárdatemplom építése. 
A kolostor mellett egy zárdatemplom építéséhez is hozzáfogtak, alapjait 1635-ben rakták le, ennek későbbi átépítése és kibővítése révén jött létre az 1760-as évekre a templom ma ismert formájában.
Maga az épület 17. században többször vált az erdélyi, a kuruc és a császári-királyi seregek közötti összecsapások áldozatává. 
1671–től elnyerte a konvent titulust, tehát már nagyobb létszámú szerzetesi közösség élt a kolostor falai közt. Ekkorra jelentős rendházzá nőtte ki magát, ahol komoly teológiai tárgyú képzés folyt.
1674–es javításakor kapta meg a templom a külső támoszlopait.

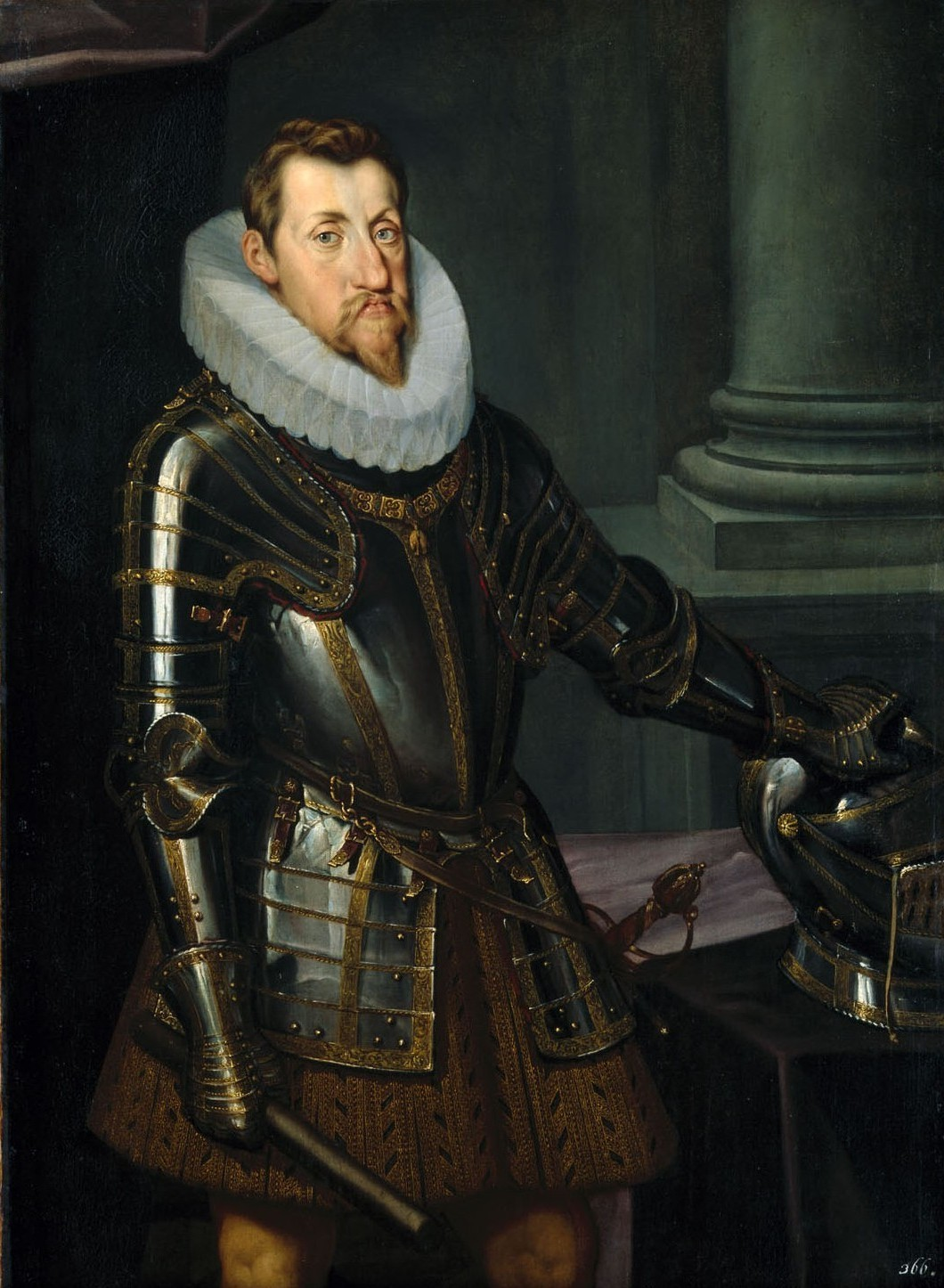
II. Ferdinánd német-római császár, magyar és cseh király. Az ellenreformáció megindítása Szendrőben nagyrészt az uralkodó nevéhez fűződik
A Habsburg Monarchia középcímere II. Ferdinánd uralkodása idején. A címerpajzson az árpádsávok jelképezik a Magyar Királyságot
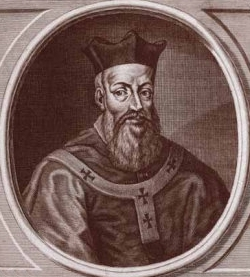
Lósy Imre (1580-1642) esztergomi érsek, Magyarország prímása. Egri püspökként ő kezdte el a szendrői ferences kolostor és zárdatemplom építését
A Ferences rend címere

### A 18. század
1741-től gróf Csáky István átépíttette és kibővíttette a templomot. A szentélyt nyugati irányban meg is hosszabbították. A 18. század közepén már 25-30 szerzetes élt a kolostorban.
1752–ben elkészült el az új főoltár.
1759-ben szentelték a templomot, tornyának átalakítása pedig 1765-ben befejeződött be. 
1788-tól ismét önálló plébánia jött létre Szendrőben. 1789. november 18-án II. József német-római császár, magyar és cseh király a felvilágosult abszolutizmus szellemében fogant 1788–as rendelete alapján feloszlatták a Kisebb Testvérek Rendjét a Habsburg Monarchiában, így a szendrői ferences kolostor is megszüntetésre került, épületét 1808-ig, a jelenlegi nagyméretű paplak elkészültéig plébániaként használta tovább a katolikus egyház.

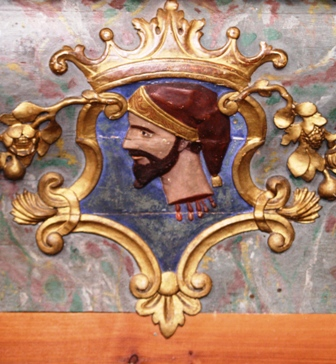
A levágott kunfejes Csáky-címer a Szent Antal mellékoltáron
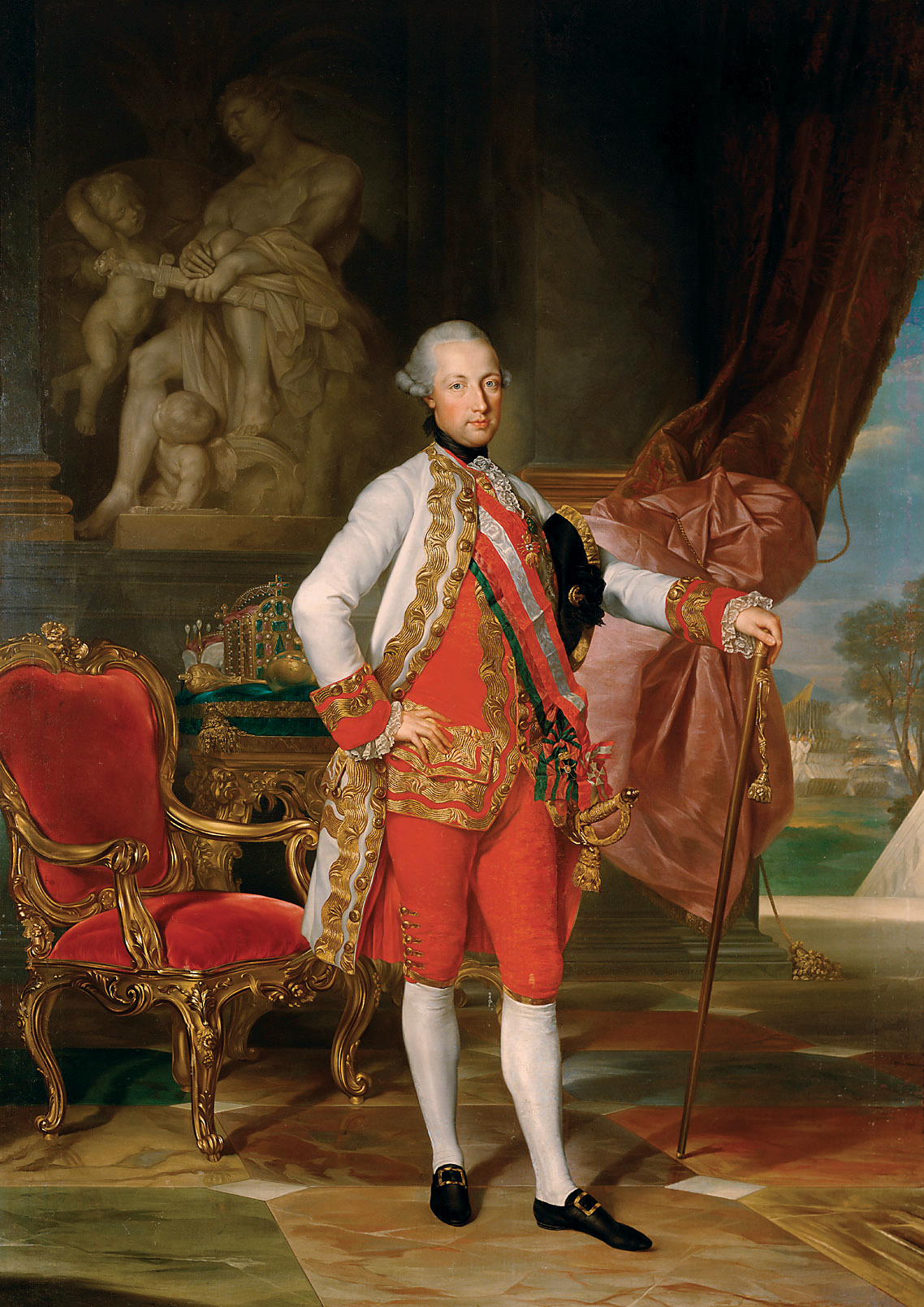
II. József német-római császár, magyar és cseh király a Császári-Királyi Hadsereg (Kaiserlich-Königliche Armee) tábornagyi egyenruhájában
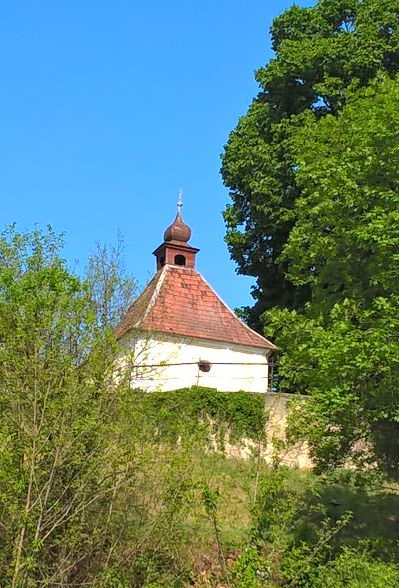
A szendrői, barokk stílusú katolikus kápolna a templom közelében, a Kálvária-dombon

### A 19. század
Az 1829-es katolikus canonica visitatio – egyházlátogatás, melyet a püspök, vagy a nevében eljáró valamely kanonok végzett az egyházmegye plébániáin – jegyzőkönyve számol be először részletesen a templomról, a főoltáron kívül négy mellékoltárt említ, melyek ma is a templomban találhatóak.
1835–1844 között márkus- és batizfalvi Máriássy Gábor (1807–1871) későbbi címzetes paleopoliszi püspök, az 1870-es I. vatikáni zsinat résztvevője volt a plébános. Itt szolgáltak Schákovits Ferenc és Baratius József későbbi egri kanonokok is.

### A 20. század
B Kiss János kanonok, esperes, Szendrő plébánosa 1953-tól negyven éven keresztül, egészen haláláig szolgálta a híveket a városban.

## Az épület
A templom barokk stílusban épült. A barokk eszmei hátterét a katolikus egyház által indított ellenreformáció, az egyház hivatalos szóhasználatában a „katolikus megújulás adta”. Ennek céljai egyrészt a reformáció következtében elvesztett hívek visszaszerzése, másrészt a megmaradt nyáj hitében való megerősítése voltak.
A barokk építészet legfőbb alkotásai egyértelműen a templomok: ezek a monumentális építmények rendkívüli díszítettségükkel az egyszerű embereket voltak hivatottak elkápráztatni. Az első barokk stílusban épült templom a Vignola tervezte római Il Gesù volt.

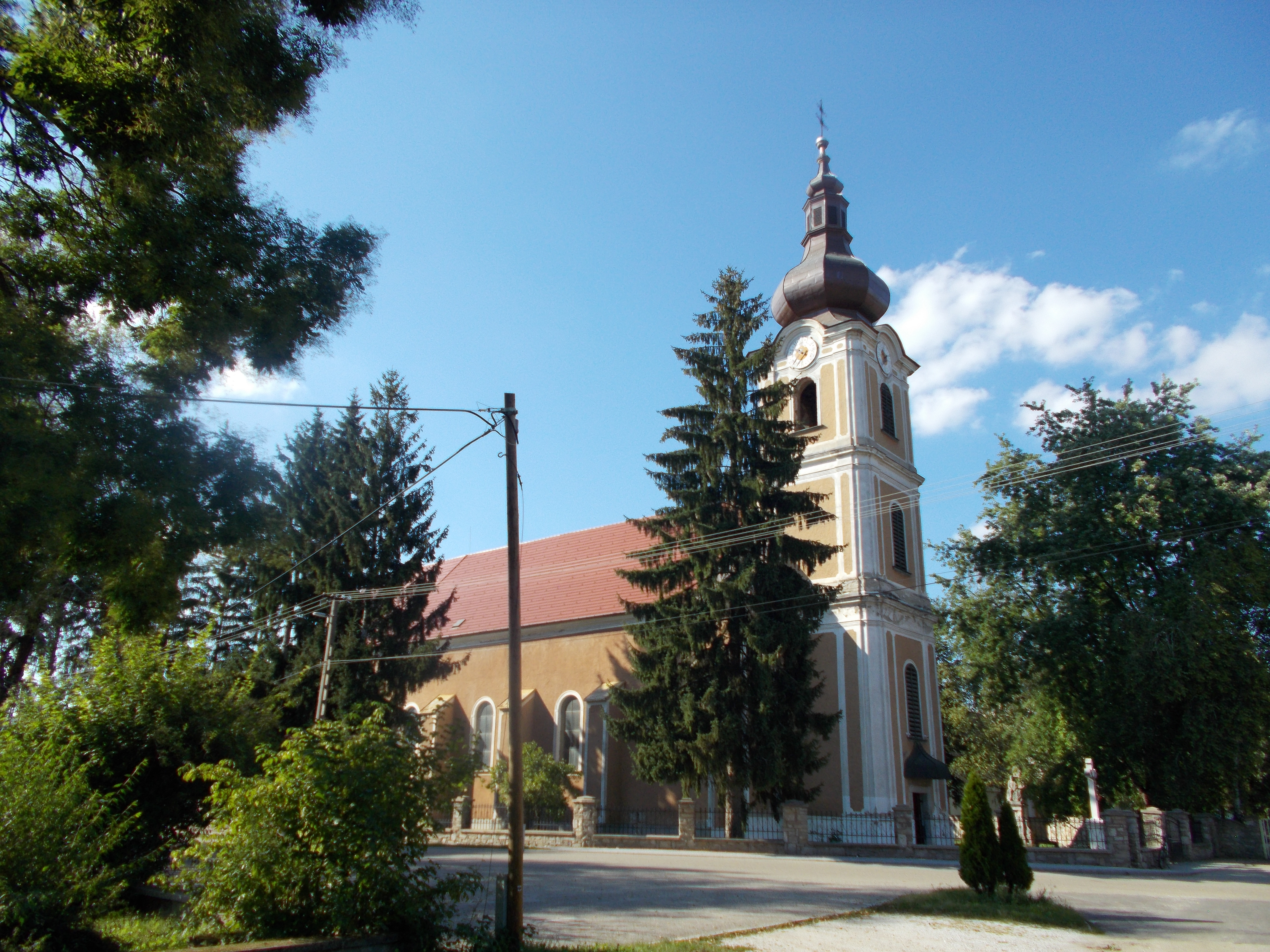
A szendrői Assisi Szent Ferenc-templom 2020-ban

Az egyhajós, nagyméretű templom hangsúlyos osztópárkányokkal tagolt, főhomlokzat előtt álló tornya laternás, hagymaidomú, órapárkányos, párnás sisakkal bír, melynek tetejét apostoli kettős kereszt koronázza, négy órája van, és három harang lakik benne. Második emeletén három, az alábbi szinteken egy-egy félköríves záródású ablakkal rendelkezik. A homlokzat fülkéiben Szent István király és Árpád-házi, más néven Türingiai Szent Erzsébet közelmúltban odahelyezett szobrai láthatóak. Az épület déli oldalán szintén félköríves záródású ablakok, és támpillérek váltakoznak. Az északi oldalon az egykori kolostor kerengőjének maradványát képező kétszintes oldalfolyosó van, belső bejárati késő reneszánsz kőkeretes ajtaja frízén hársleveles Lorántffy-címer és a család jelmondata: „DOMAT OMNIA VIRTUS”- az erény mindent megzaboláz. A hajó négy szakaszra osztható, a hevederívek között fiókos dongával fedett. A keskenyebb, kétszakaszos, egyenes apszissal záródó szentélyt csak az 1741-es átépítéssel toldották a templomhoz. Alatta jelenleg talajvízzel elárasztott kripták fekszenek, melyek a Csáky család tagjai és a ferences barátok számára készültek. A kriptában nyugszik ghymesi és gácsi gróf Forgách Ferenc Xavér (1689-1764) császári-királyi altábornagy is. Az elhunyt főnemesek a szentély, még a barátok a kórus alatti kriptában nyugszanak.
A templom előterében egy emléktábla tiszteleg a 14. század óta a településen szolgált ismert katolikus papok előtt, nevüket és a városban eltöltött szolgálati idejüket tartalmazza.
1996-tól az Országos Műemlékvédelmi Hivatal a berendezés egy részét restauráltatta, előre láthatóan 2016-ban veszi kezdetét a tetőszerkezet teljes felújítása.

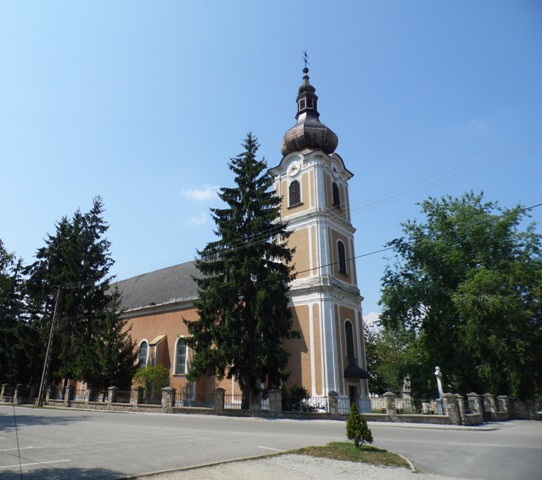
A szendrői római katolikus templom
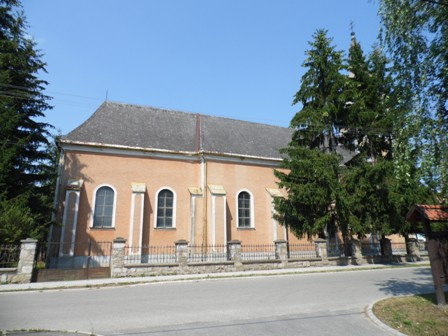
A szendrői római katolikus templom déli oldala
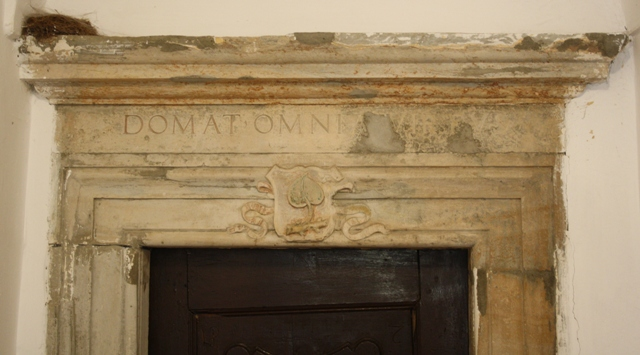
A hársleveles Lorántffy-címeres, késő reneszánsz kő ajtókeret, a család jelmondatával: DOMAT OMNIA VIRTUS
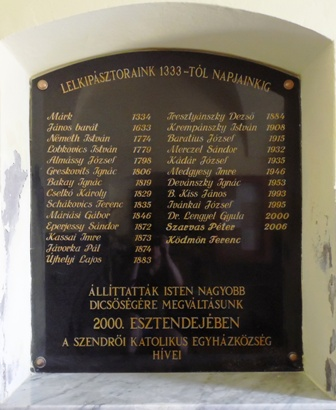
A templom előterében látható emléktábla tiszteleg a 14. század óta Szendrőben szolgált katolikus papok előtt

### A kolostor és a templom 1802-es térképe
A Magyar Országos Levéltárban, a helytartótanácsi térképek gyűjteményében látható Szendrőjensium Franciscanorum Claustri et Ecclesia címen egy a szendrői ferences kolostort és templomot ábrázoló, Johannes Michael Seidler kőművesmester által 1802-ben készített térkép. Megtekinthető a Hungaricana adatbázisban, a hivatkozott linken.

## A templom berendezése és műtárgyai
A templombelső terét a gróf Csáky Antal által rendelt egységes stílusú oltárok uralják, a főoltár, a Szent Anna, a Szent Antal és a Loretói mellékoltárok a jó hírű mester, a kassai Hartmann József műhelyében készültek.

### Az Assisi Szent Ferenc-főoltár
A főoltár a baldachinból aláhulló drapériás oltárok szép példája. Dúsan omló kárpitredők keretezte, törtívű oltárképe a ferences rend alapítóját, a stigmatizált Assisi Szent Ferencet ábrázolja, amint a mennyei seregektől körülvett Megváltótól és a Szűzanyától átveszi a teljes búcsú céduláját, bűntelensége, testi és lelki tisztasága bizonyítékaként. Két fő szoboralakja Magyarország szent királyai, István, ki egykor jogart és László, aki országalmát tart kezében. Összesen tizenkét kisebb és nagyobb angyalszobor és puttó ékesíti. Az oltár hátsó része és a díszes tabernákulumot magában foglaló eleje között átjáró van a ferences liturgikus szertartások számára, két oldalán gyóntatószékek nyílnak. Hátfalán a következő feliratok olvashatóak: „1760 Antonius Csáky curavit, decoloravit hanc aram.” – illetve: ED. Comes Antonius 17 CSÁKY 60. Az egyházlátogatási jegyzőkönyvek szerint a főoltárt 1752 körül állították. Feltehetően a templom eredeti berendezéséhez tartozott az oltár 1636-ból származó bronz gyertyatartópárja. 

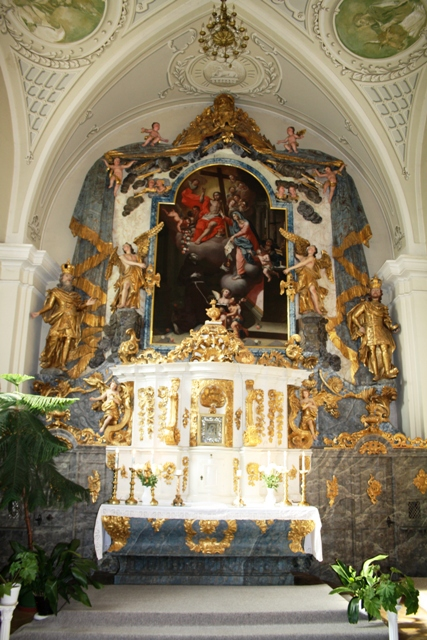
Az Assisi Szent Ferenc főoltár
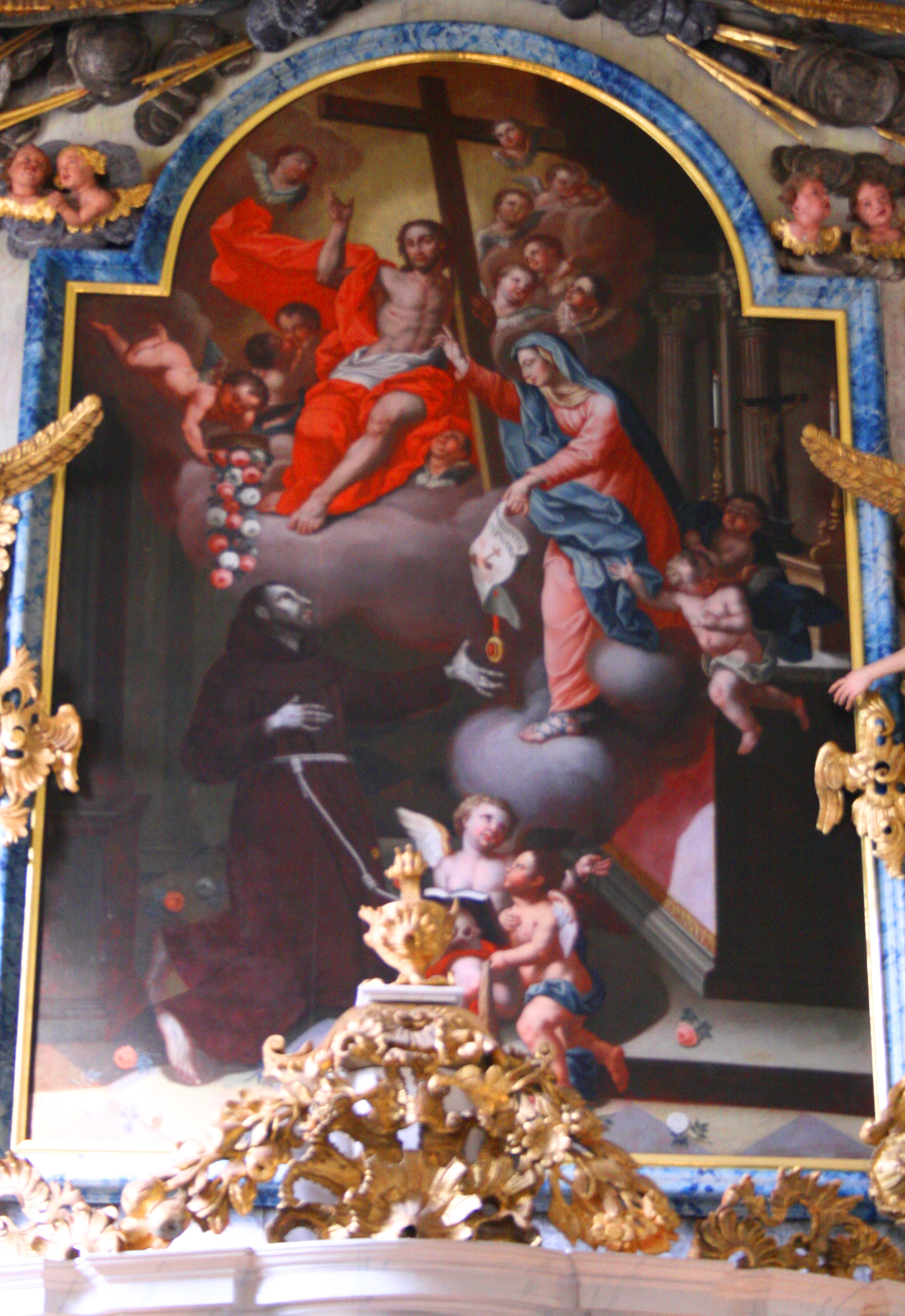
A főoltár képe. A stigmatizált Assisi Szent Ferenc átveszi a teljes búcsú céduláját a mennyei seregektől körülvett Megváltótól és a Szűzanyától.
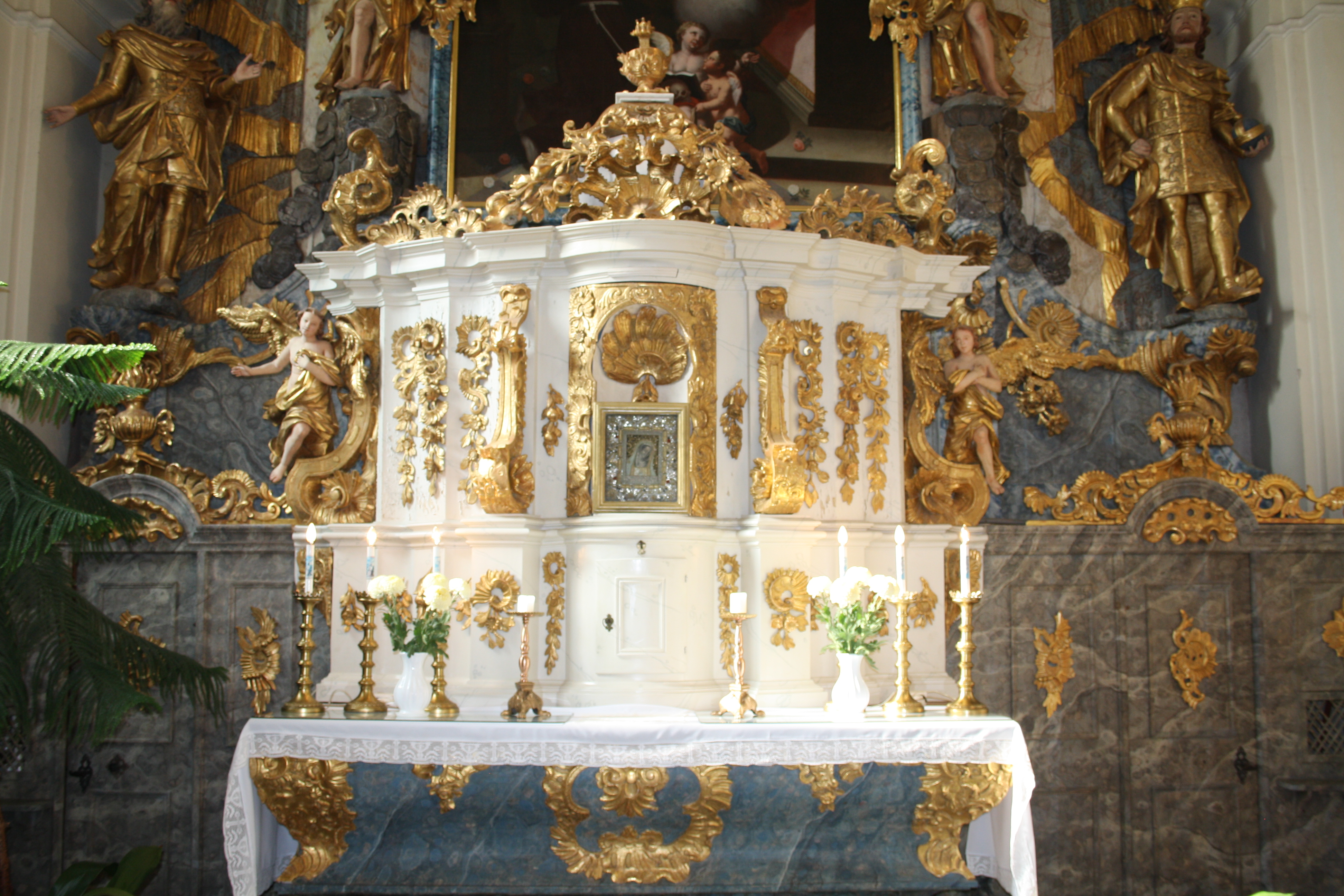
A főoltár menzája és a tabernákulumot tartalmazó eleje a Landshut-i Madonna kegyképével díszített katakombai szentek ereklyetartójával
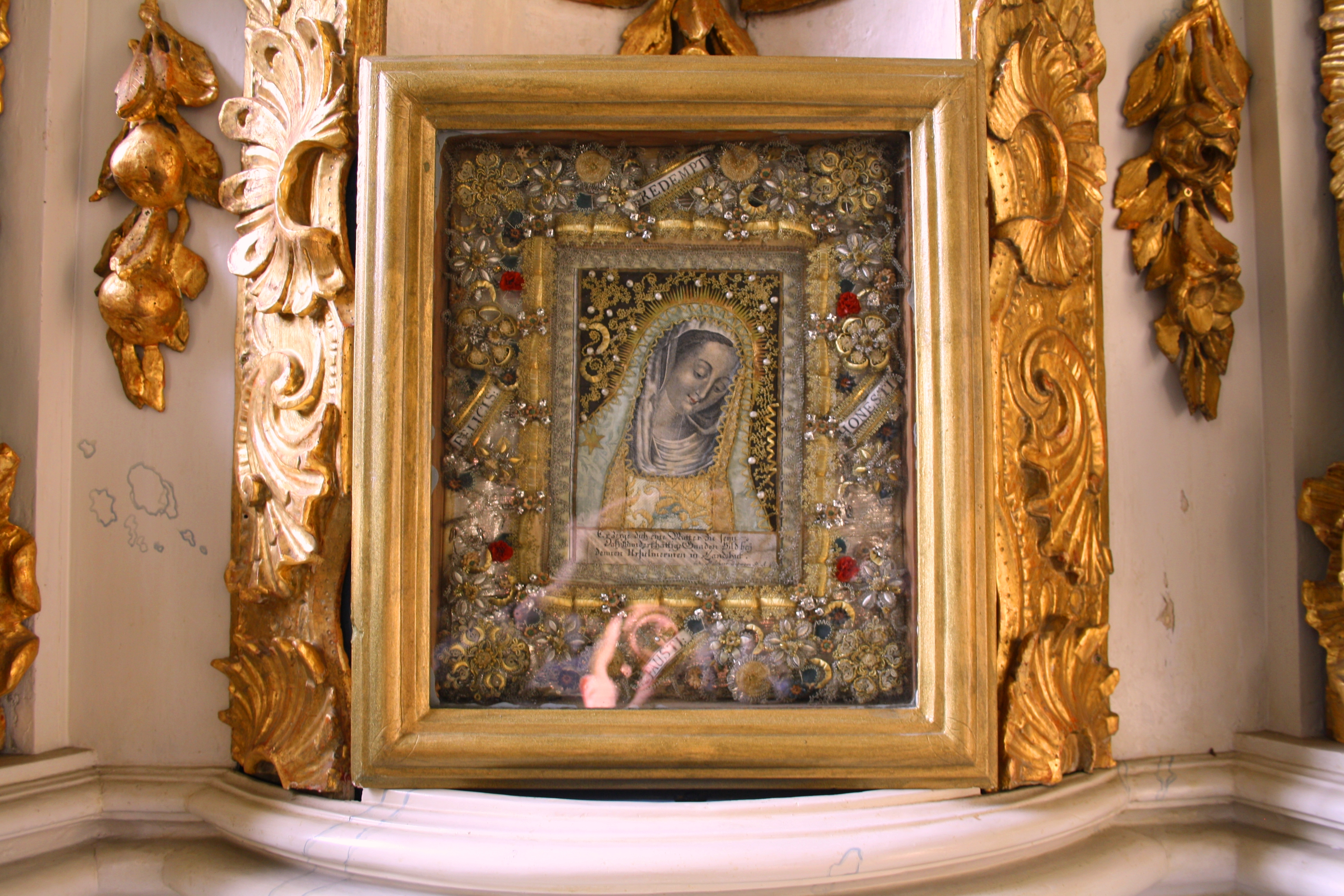
A katakombai szentek aranyhímzéssel díszített ereklyetartója, a Landshut-i Madonnát, az orsolyiták rendi oltalmazóját ábrázoló kegyképpel.
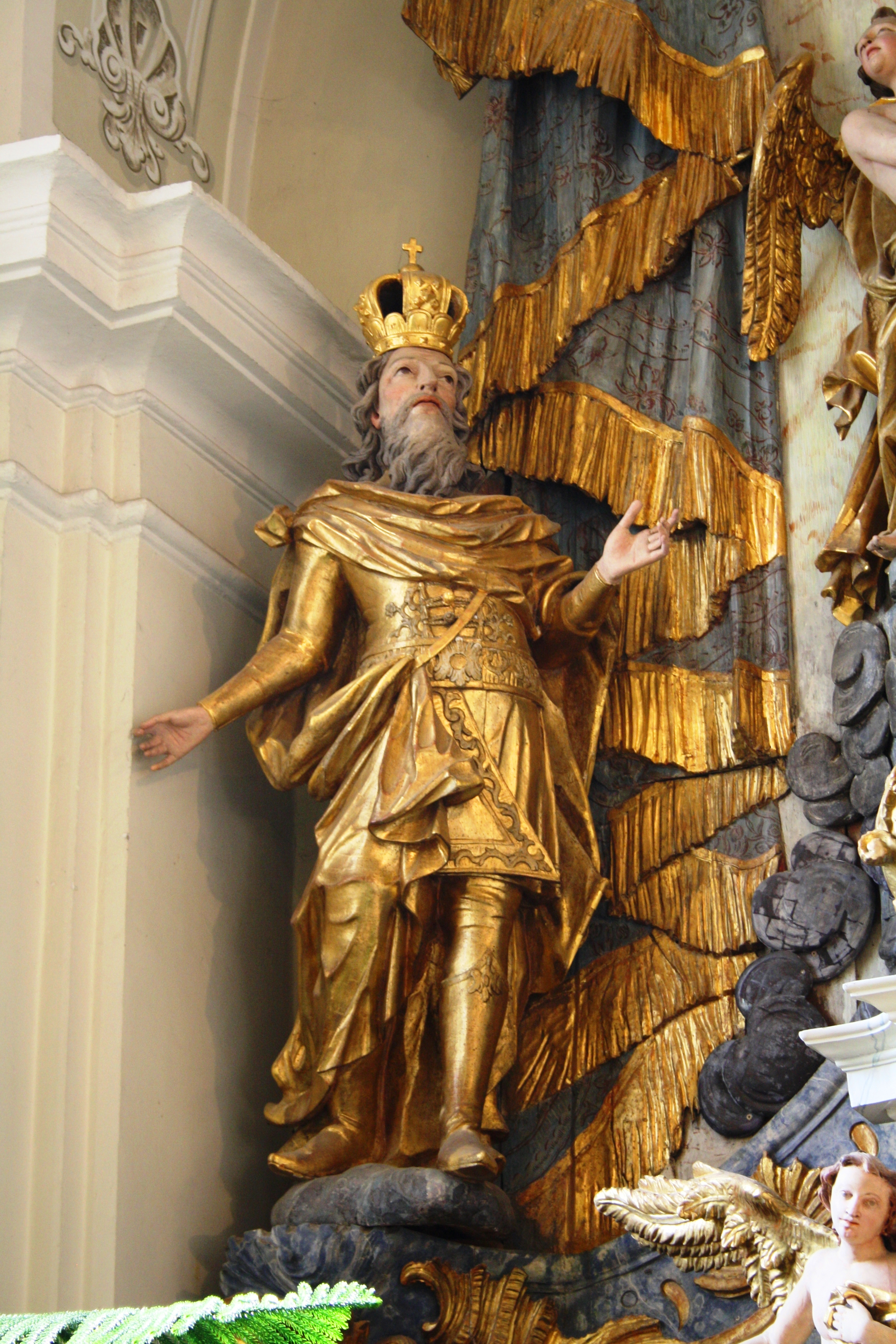
Az államalapító Szent István király szobra a főoltáron
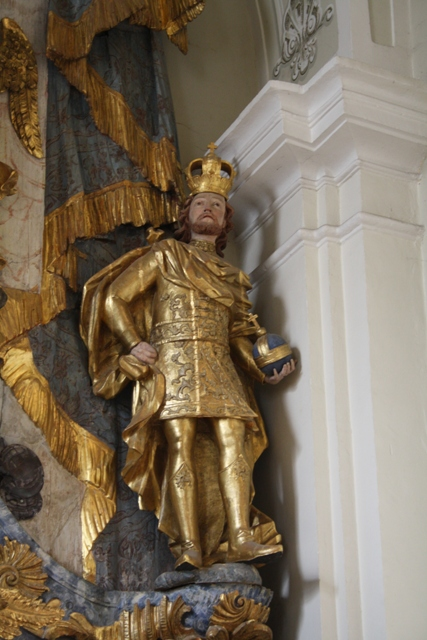
Szent László király szobra a főoltárról
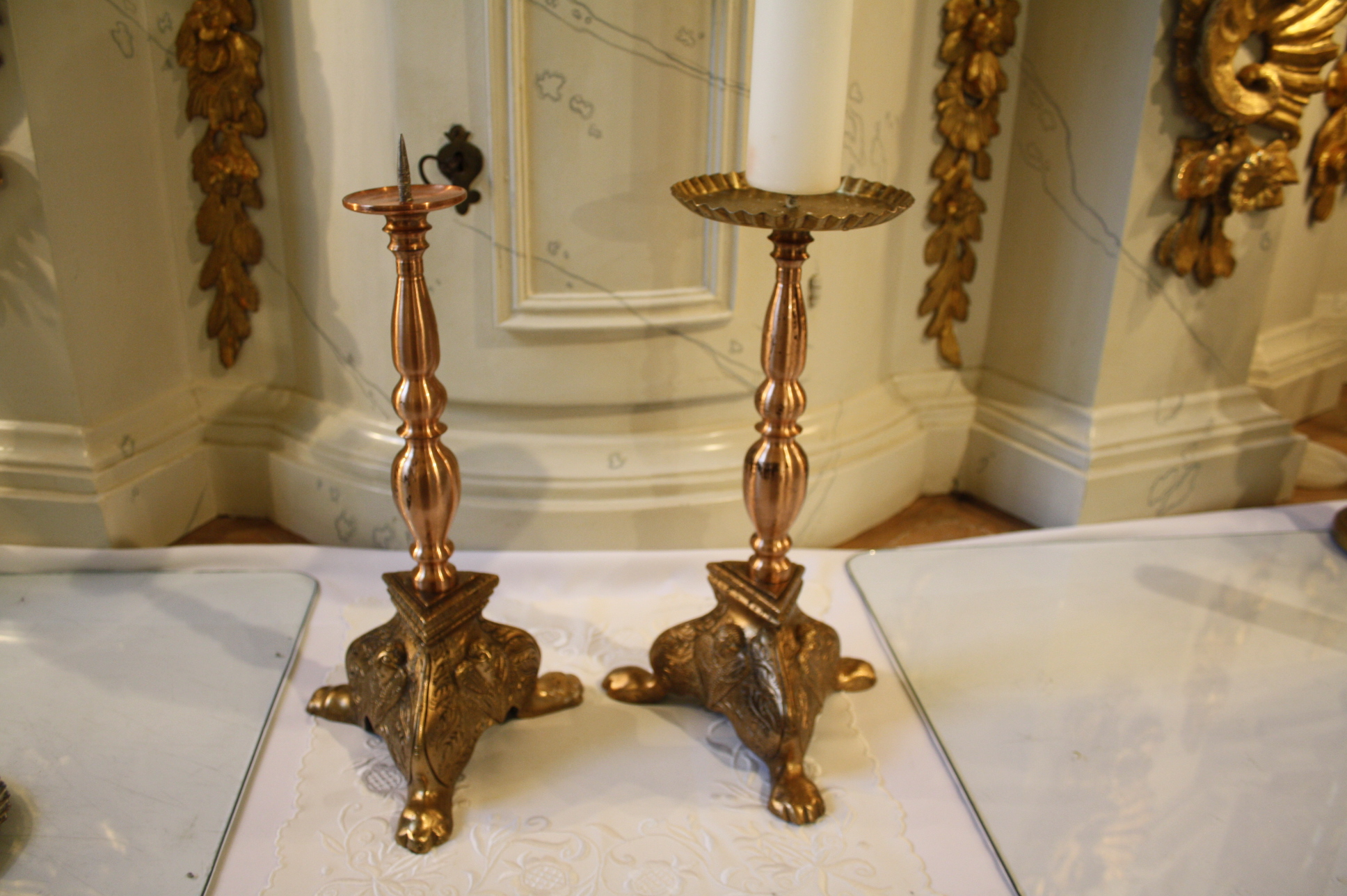
A szendrői katolikus templom főoltárának 1636-ban készült bronz gyertyatartópárja

### A Páduai Szent Antal, a Szent Anna és a Loretoi mellékoltárok
A Páduai Szent Antal oltár a Csáky család férfi tagjai számára készült. A mellékoltárok állításának szokása a 7. századtól jelent meg Nyugat-Európában a magánmisék tartásának elterjedése miatt. A főoltártól jobbra a Szent Antal mellékoltár látható, oltárképén az 1232-ben kanonizált Páduai Szent Antal (1192–1231) egyháztanító a gyermek Jézus előtt térdel, akinek angyal ajánlja figyelmébe őt. A konzolokon a nyilakkal átlőtt testű Szent Sebestyén, védszent járványok idején, és a csodatévő Szent Rókus ferences szerzetes kapott helyet, az oromzaton pedig Nepomuki Szent János képe látható, akit a Csáky család védőszentjének tekintett, ezért is köszön vissza alakja oly gyakran a templomban. Oltárlapját a megrendelő levágott kun fejes, grófi koronás címere díszíti.
A Szent Anna-oltárt a Csáky család nőtagjainak állították, oltárképén Szent Anna,
Jézus nagyanyjának ábrázolása van leányával, a gyermek Szűz Máriával – a kép
későbbi pótlás. A konzolokon Assisi Szent Klára (1193-1253) a klarissza apácarend megalapítója kezében eredetileg virágot tartott, még a másik alak, Szent Ilona (248-330) kezében feltehetően kereszt volt, mert ö a Szent Kereszt megtalálója, Nagy Konstantin császár édesanyja. Oromzatán Szent Borbála képe kapott helyet. Menzáján, oltárlapján, különlegességként egy ferences templomban a jezsuiták betűcímere, az „IHS” látható, Iesum habemus socium (Jézus a mi társunk).
Szintén a Hartmann-műhelyből származik a Loretói oltár,
oltárlapján felajánlójának, a Tiszta családnak és egy még azonosítatlan másik
nemesi famíliának címerpárjával. Tiszta Pál megrendelésére készült, aki
1738-tól Abaúj alispánja, 1751-től pedig e vármegye országgyűlési követe volt.
Az oltár képét a loretói kegyszobor Fekete Madonna ábrázolása alapján festették. Ezen az itáliai búcsújáró helyen Szűz Mária márványba foglalt egykori názáreti háza áll a bazilika közepén. A legenda szerint a Santa Casát az iszlám előretörése miatt a 13. században, Akkon keresztes erődjének 1291-es eleste után angyalok menekítették a dalmáciai Tersatto városába, de a helyi lakosság kevély elbizakodottsága következtében 1294-ben tovább kellett vigyék a loretói dombra. 
A kép fölött Mária monogramos, puttópár keretezte pajzs, az oromzaton pedig a Szent Korona látható. A konzolokon kelyhet és kardot tartó Szent Borbála, és Alexandriai
Szent Katalin kaptak helyet. Ők ketten a tizennégy segítő szent, a Quatuordecim
Auxiliatores közé tartoznak. A segítőszentek a Krisztus utáni első századok keresztény vértanúi, akikhez mindig együttesen fohászkodnak oltalomért és közbenjárásért. A predellában a ravatalon fekvő Nepomuki Szent János szobra látható.

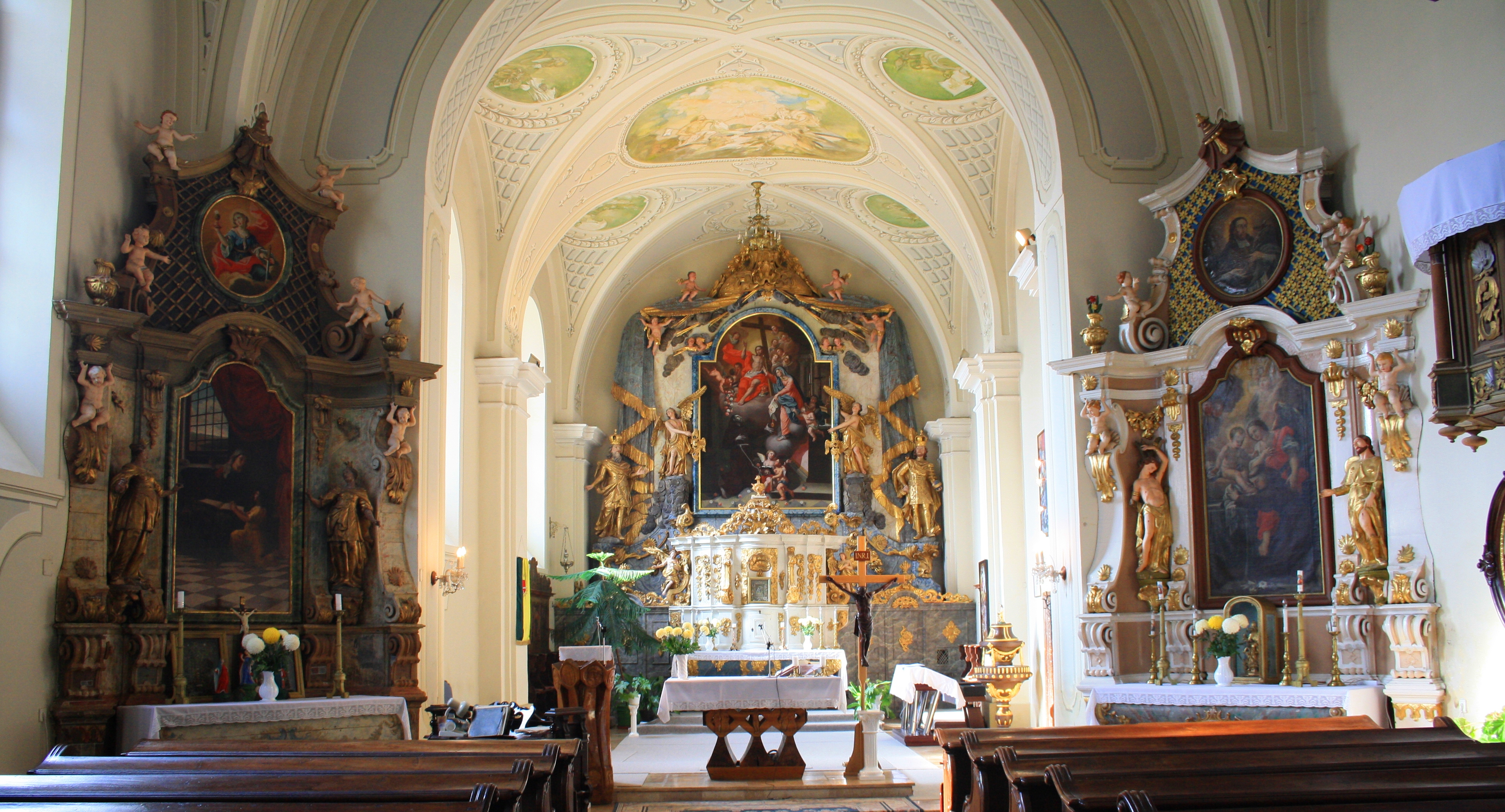
A szendrői római katolikus templom Assisi Szent Ferenc főoltára, és Páduai Szent Antal, valamint Szent Anna mellékoltárai
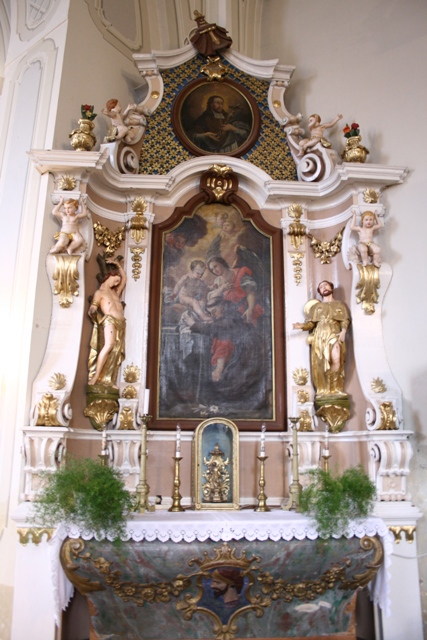
A Páduai Szent Antal mellékoltár
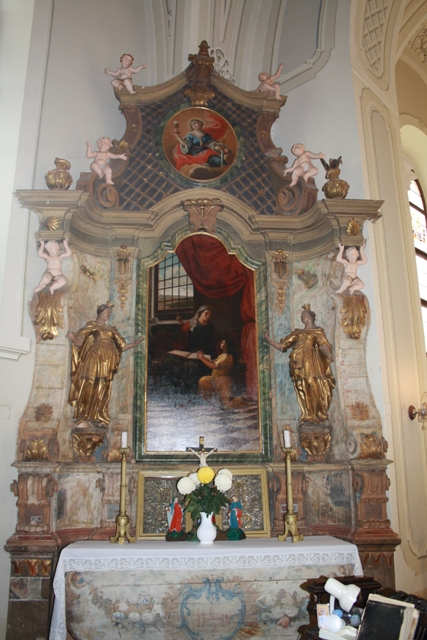
A Szent Anna mellékoltár
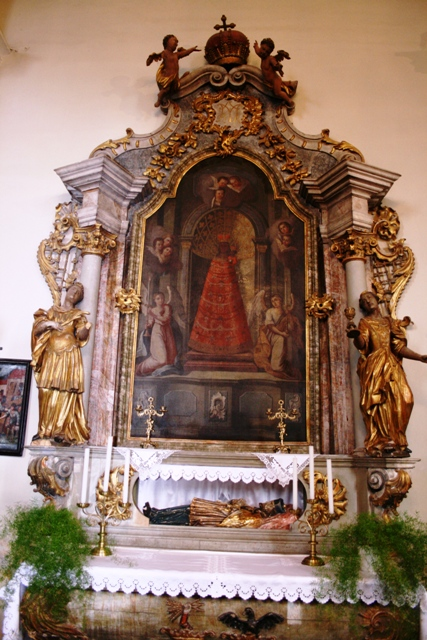
A Loretói mellékoltár

### A betlehemi mellékoltár
Vélelmezhetően a templom eredeti, 17. századi berendezéséhez tartozott a provinciális egyházi barokk alkotása, a betlehemi oltár a Szent Család, az angyal és a pásztorok alakjaival. Ismeretlen megrendelő címere díszíti.
Brezanóczi Pál egri érsek ezt az oltárt fényképezte le 1963-ban, és küldte szét karácsony alkalmából mintegy képeslapszerűen egyházmegyéje papságának és a híveknek. A szekrényben Szűz Mária és Szent József alakjai, vannak, közöttük a kisded Jézus jászolban. Két oldalát egy-egy németes viseletű, a Megváltónak hódoló pásztor díszíti, tetején kitárt szárnyú angyal.

### A fájdalmas anya mellékoltár
A kórus alatt a fájdalmas anya oltár, előtte a Lourdesi barlang stilizált fülkéje látható. A Fájdalmas Anya mellékoltár feltehetően 1773-ból származik, fából készült, igen jó állapotban maradt fenn.

### A kálvária és az isteni irgalmasság mellékoltárok
A két kis elülső mellékoltár a közelmúltban került felszentelésre, jobbra a kálvária oltár festményét Máger Ágnes készítette, ez ideiglenesen, a hosszadalmas restauráció alatt a főoltár képét helyettesítette. Az isteni irgalmasság oltára Jézus képe a krakkói Isteni Irgalmasság kápolnájából származó adomány.

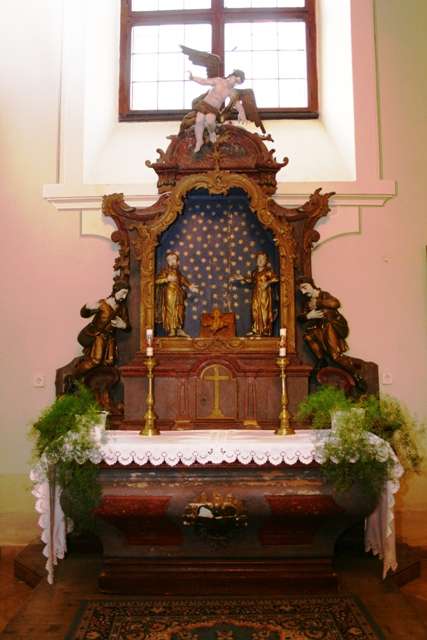
A 17. századi eredetű betlehemi mellékoltár
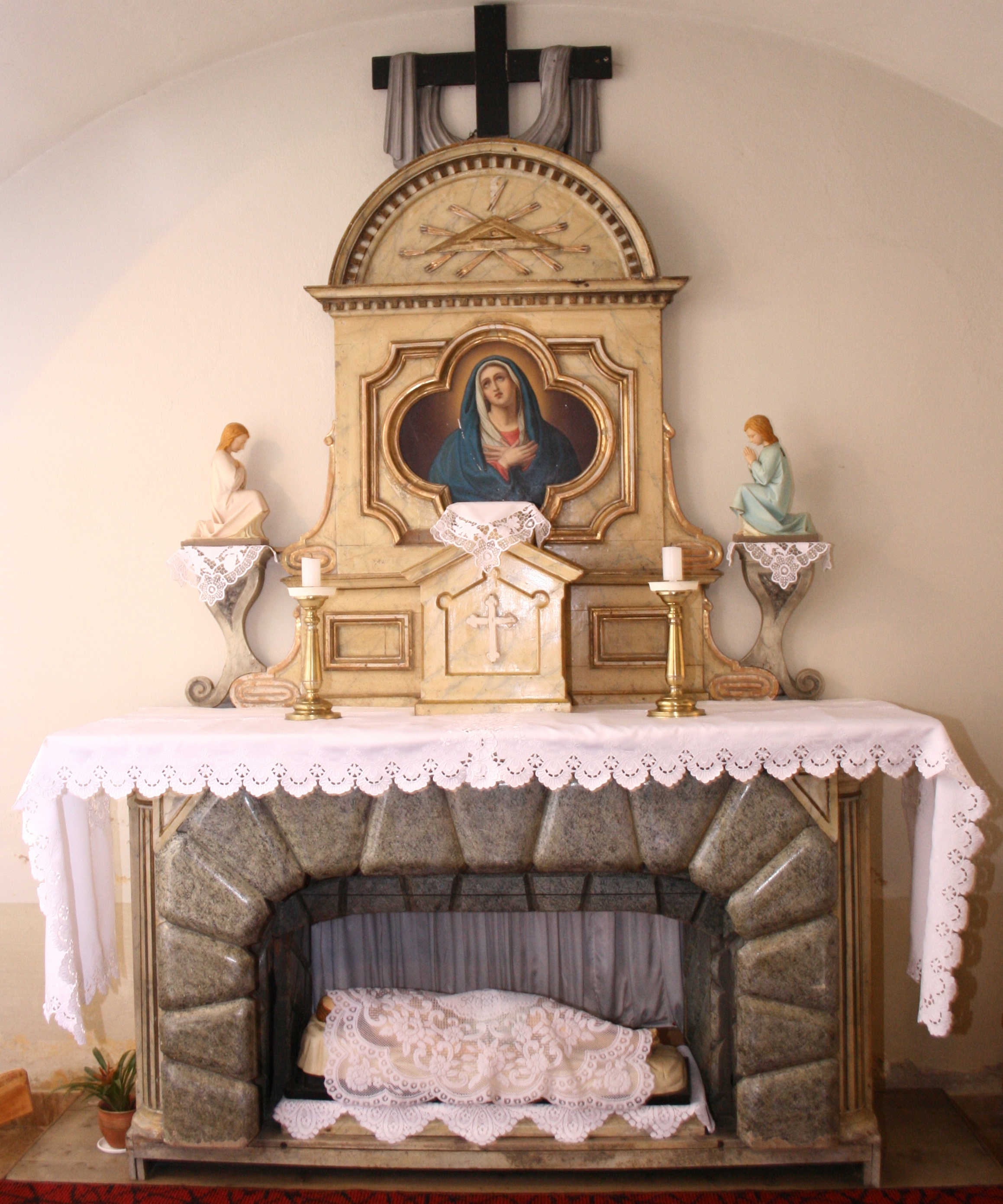
A fájdalmas anya mellékoltár
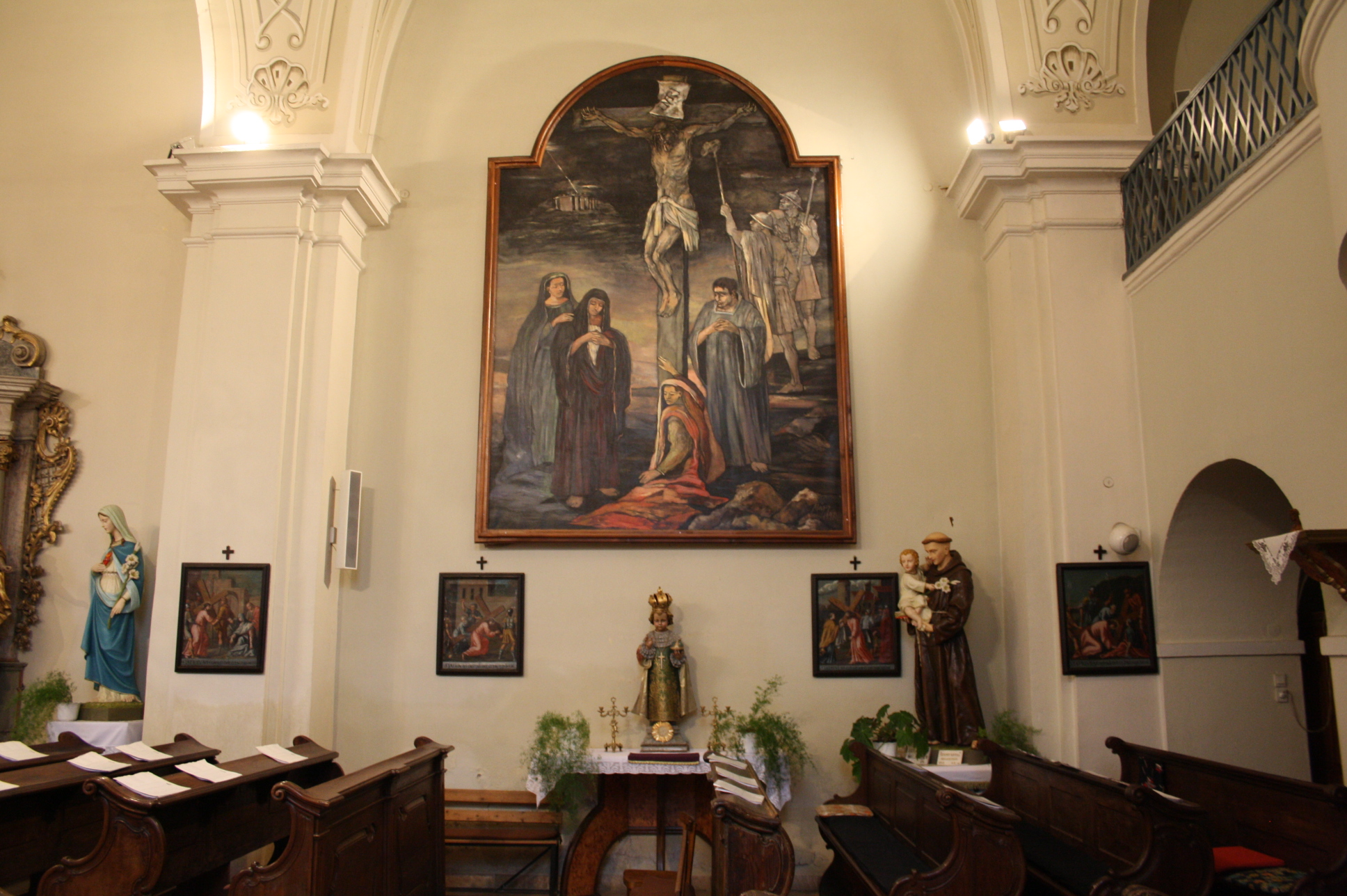
A kálvária mellékoltár

### A szerzetesi zsolozsmázó stallumok
A főoltár két oldalán kerültek elhelyezésre a korábban a kóruson lévő 18. századi eredetű szerzetesi zsolozsmázó stallumok, ezekben végezték a barátok a napi imáikat. A nagy ferences szentek olajfestményei díszítik őket, a bal oldalin Páduai Szent Antal, Szent Lajos püspök, Kapisztrán Szent János, Baylon-i Szent Paszkál, a jobb oldalin pedig Szent Didák, Alcantarai Szent Péter, Szent Bonaventura és Szent Ferenc láthatóak. Feltételezhetően a kolostor egyik szerzetese festhette őket.

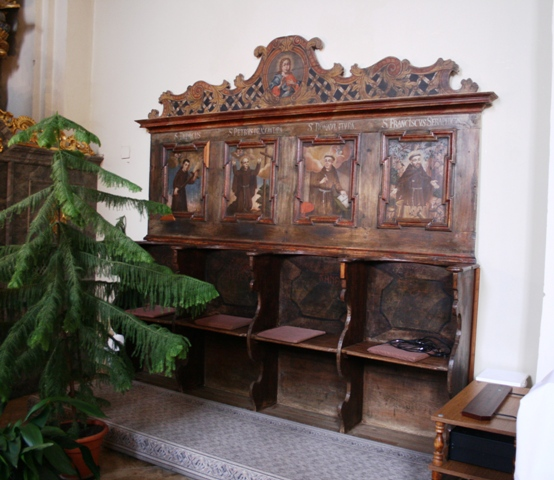
Az egyik szerzetesi zsolozsmázó stallum Szent Didák, Alcantarai Szent Péter, Szent Bonaventura és Assisi Szent Ferenc képeivel

### A templomban látható ereklyék
A templomban látható Nepomuki Szent Jánosnak egy ereklyetartója. A monstranciaformájú kegytárgy anyaga aranyozott és ezüstözött vörösréz, nóduszán vésett dísz látható, az ereklyetartó űrben üvegezett szelence, ebben van maga a „római munkával” készült aranyozott papírépítménybe és polionba foglalt relikvia. A templomban három másik, 18. századi, apácák által készített ereklyetartó is megcsodálható, egy a főoltáron, kettő pedig a Szent Anna mellékoltáron látható. A római katakombákból előkerült vértanúmaradványokat, az ún. katakombai szentek relikviáit tartalmazzák, melyeket Róma küldött szét Európában a katolikus egység jeleként. A csontmaradványokat az apácák, általában klarisszák, orsolyiták, angolkisasszonyok díszítették fel sodort arany-ezüst fémszálas, polion (buillon) technikával. Kassa püspöke, Szabó András adományozta őket 1811-ben a templomnak. Szent Fauster, Szent Liberárius, Szent Victrix, Szent Lympherius, Szent Theodorius nevei olvashatóak többek között a feliratokon. A legkisebb, mely a főoltárt ékesíti központi motívumaként a Landshut –i Mária kegyhely képét ábrázolja Johann Melchior Gutwein metszetében.

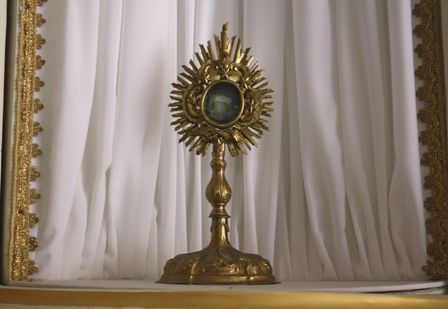
A Nepumuki Szent János ereklyetartó
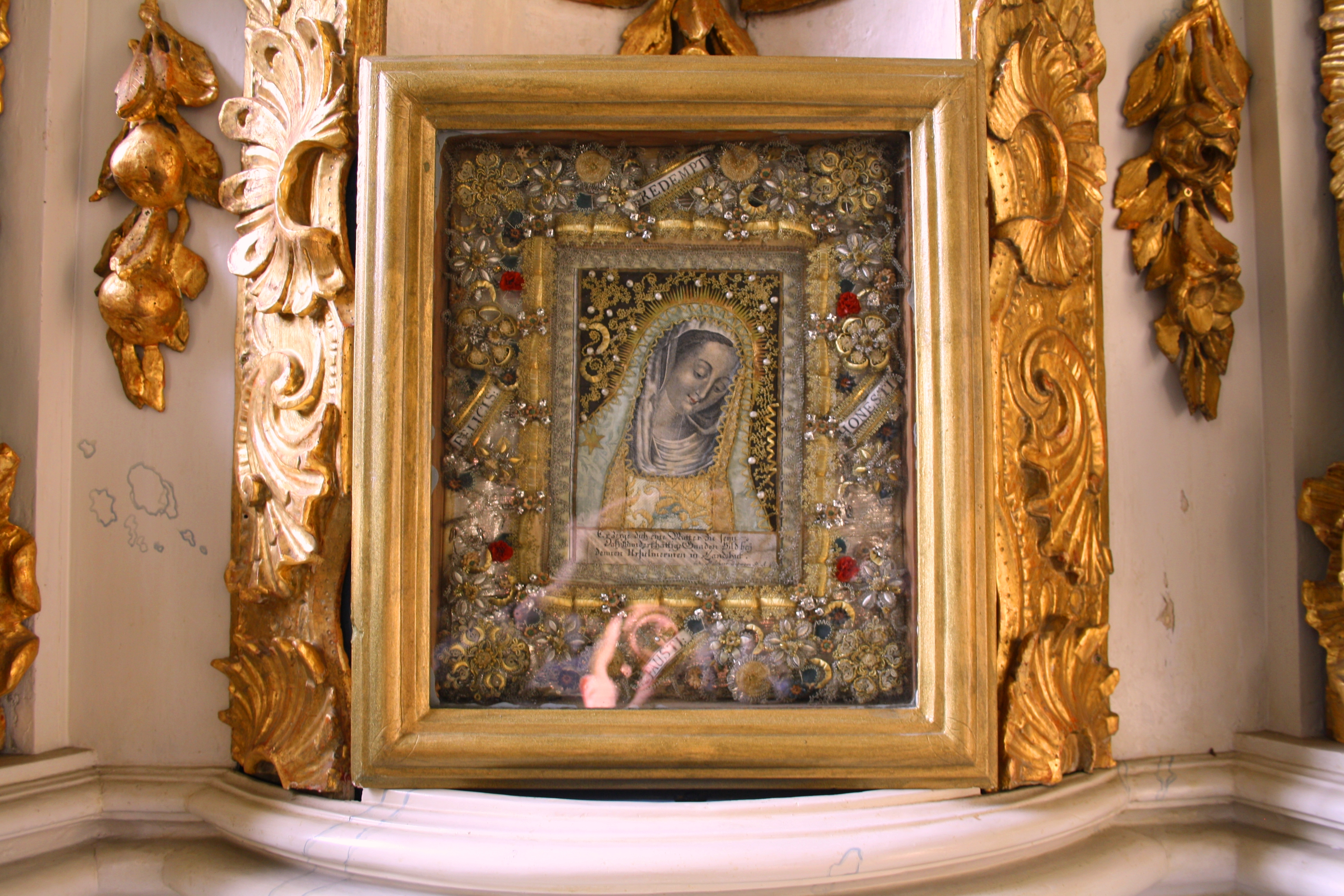
A katakombai szentek sodort fémszállal díszített ereklyetartója, a Landshut-i Madonnát, az orsolyiták rendi oltalmazóját ábrázoló kegyképpel

### A templom freskói
Az eredeti barokk freskók vagy nem maradtan fenn, vagy több rétegnyi festés-meszelés fedi őket. A jelenlegi freskókat Máger Ágnes készítette 1996-1997-ben, a díszítőfestés Király József templomfestő munkája. A szentély fölött a Szentháromság látható, négy sarkában a négy evangélista, Máté, Márk, Lukács és János attribútumaikkal, vagyis az angyallal, a szárnyas oroszlánnal, a bikával és a sassal. A szentélyt kívülről záró diadalívben két térdet hajtó angyal között az Oltáriszentségben köztünk élő Krisztus látható. A templomhajót a szentélytől a főbejárat felé haladva a következő freskók díszítik: az Angyali üdvözlet, a Krisztus stigmáit viselő Assisi Szent Ferenc prédikációja a madaraknak, lábainál a gubbiói farkas. kórus fölött a Megváltó feltámadása látható. A hajót két-két oldaláról kis freskók ékesítik: Szűz Mária látogatása Erzsébetnél, az Úrjézus születése és három királyok hódolata, a Szent Család menekülése Egyiptom földjére, a Megváltó az Olajfák hegyén, a Golgota, Jézus levétele a Keresztről, és testének sírba helyezése.

### A stációképek
A Jézus Krisztus keresztútjának egyes állomásait bemutató tizennégy stációkép az 1810-es évekből származik. A keresztúthoz, a Via Dolorosához, a fájdalmak útjához kapcsolódó ájtatosság legbuzgóbb terjesztője a ferences rend volt. Mivel minden hívő nem kereshette fel személyesen a Szentföldet, az eredeti helyszínt, ezért a Szentszék megengedte, hogy a keresztút jeleneteit ábrázoló képeket és fakereszteket állítsanak fel a szabadban, vagy a templomokban. Az „Itália apostolának” is nevezett Szent Lénárd (1676-1751) terjesztette el. Idővel a stációk száma tizennégyben rögzült.

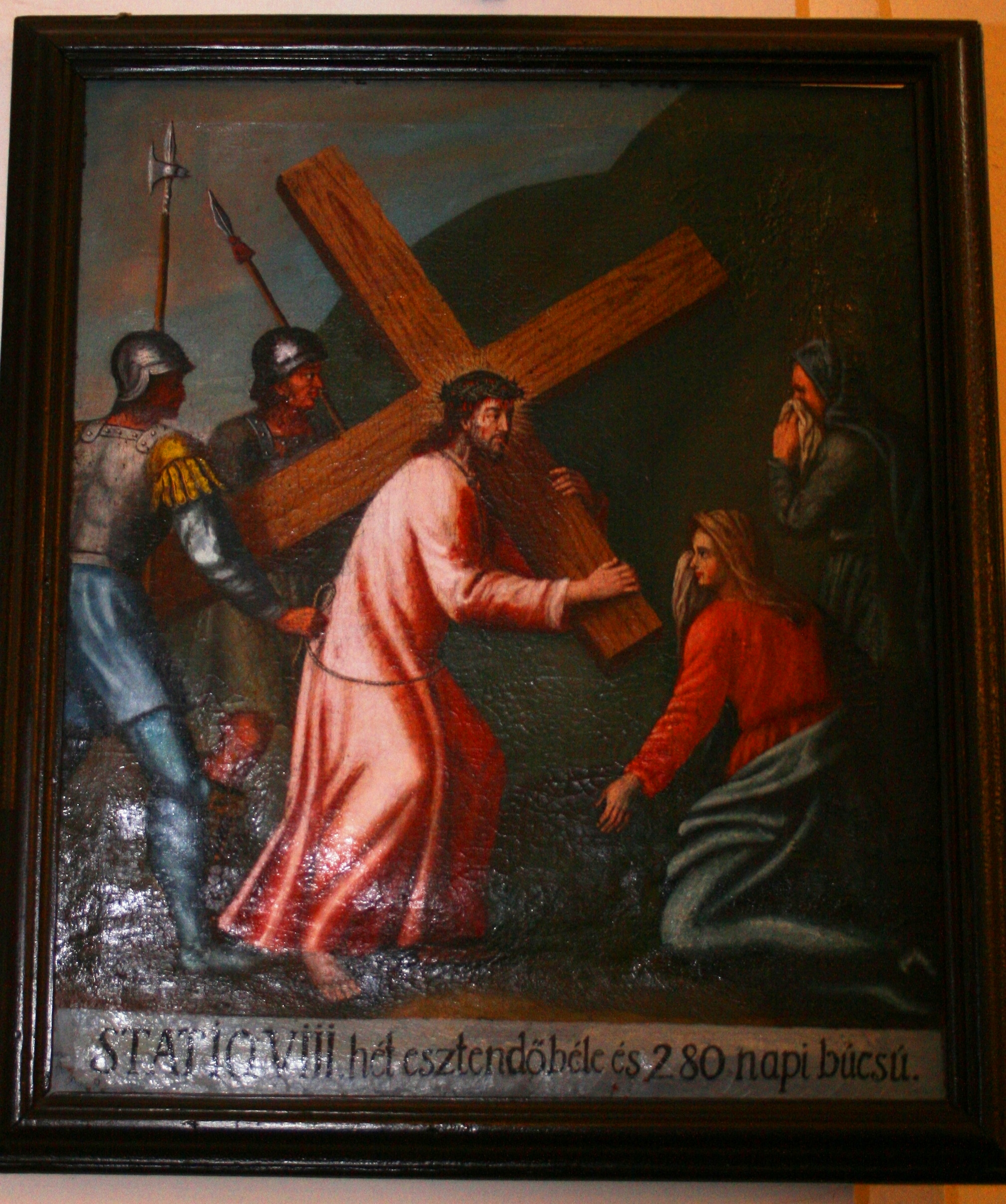
A VIII. stáció: Jézus szól a síró asszonyokhoz
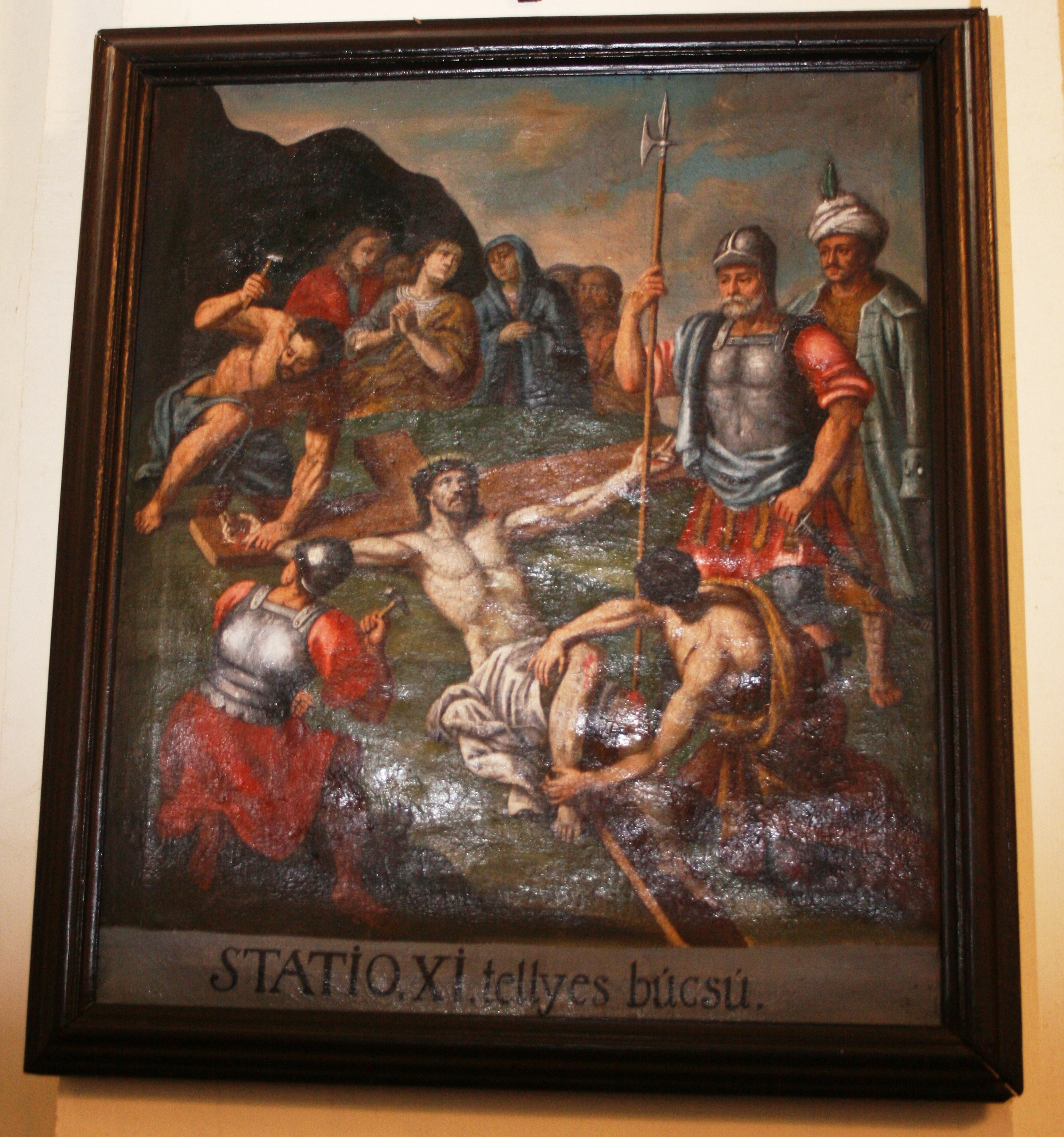
A XI. stáció: Jézust keresztre szögezik

### A sekrestye
A sekrestye előterében Nepomuki Szent Jánosnak korábban a templomkertben álló, 1773-ban készült szobra látható, akinek kultusza szintén ferences eredetű. 
Az értékes miseruhákat elsősorban a Csáky grófi család hölgytagjai adományozták, igazi különlegesség a dús aranyhímzéses, négy kilogramm súlyú barokk, fehér „moire” papi miseruha. 
Figyelemre méltó az eredeti barokk, parmentum sokfiókos szekrény is.

### A szószék
A díszes, dúsan faragott barokk szószék bejárati ajtaját Páduai Szent Antalnak a halakhoz intézett prédikációját ábrázoló olajfestmény ékesíti.

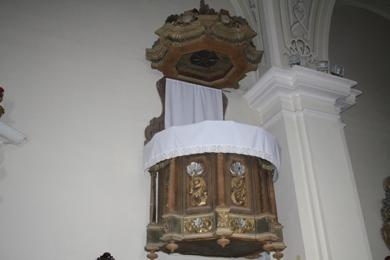
A szószék

### A keresztelőkutak
A templomban három keresztelőkút is látható. A töredékes vörös márványból készült eredetileg a szendrői vár kápolnájából származik, a másik kőkút Lósy Imre ajándéka. A harmadik, fából faragott, copf stílusú pedig Fuchs Ferenc, az első egri érsek adománya, érseki címeres fedelén szoborcsoport látható: Keresztelő Szent János megkereszteli Jézust. Feltehetően Fuchs Ferenc adományából származik a templom könyveinek jelentős része. A főpap nyitrai püspökké történő kinevezése után fejedelmi bőkezűséggel ajándékozott teológiai tárgyú könyveket Magyarország és Erdély katolikus templomainak és egyházi intézményeinek.

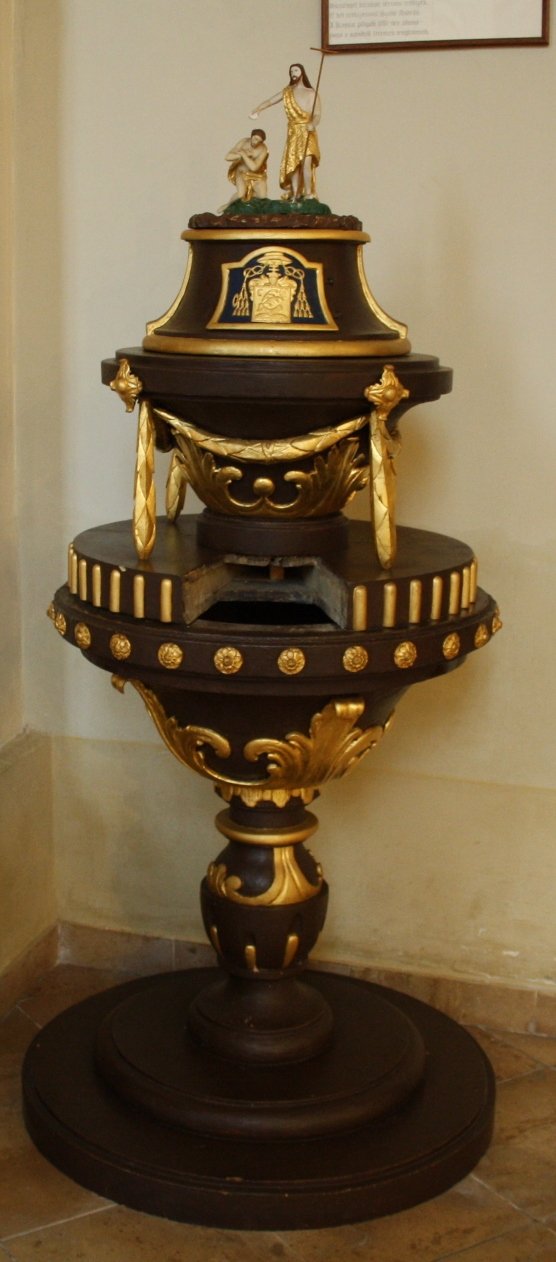
A Fuchs Ferenc érsek által a templomnak adományozott, fából faragott keresztelőkút
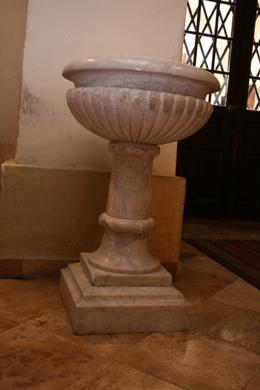
Szenteltvíztartó

### A templom könyvgyűjteménye
Figyelemre méltó a templom könyvgyűjteménye, mely elsősorban 18. századi kiadású, latin nyelvű teológiai munkákat tartalmaz. Legértékesebb darabja egy restaurálásra szoruló, Aranyszájú Szent János homíliáit, evangéliumi szövegrészlet kommentárjait és sermo-it, vagyis prédikációinak gyűjteményét tartalmazó 1588-as bázeli kiadás. Az eredeti görög nyelvből fordította és összeállította Franciscus Accoltus (Francesco Accolti 1416/1417-1488), itáliai humanista író, műfordító, jogász, Rotterdami Erasmus (Desiderius Erasmus Roterodamus, 1466-1536) németalföldi humanista tudós, Ágoston-rendi katolikus szerzetes, filozófus, teológus, Germanus Brixius (Germain de Brie, 1490-1538) reneszánsz francia humanista tudós, költő, és Theodorus Gaza (Theodoros Gazis Thessalonikeus (gör.)Theodorus Gazas Thessalonicensis (lat.)
1398-1475) görög humanista, a bizánci Palaiologosz-reneszánsz egyik vezető alakja, kiemelkedő jelentőségű műfordítói tevékenysége görögből latinra, Arisztotelész neves tolmácsolója volt.

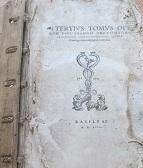
Aranyszájú Szent János 1588-as kiadású, Szendrőben található könyvének első oldala

### A templom harangjai
A templom eredeti harangjai nem maradtak fenn. A ma használatosak közül a 420 kilós nagyharang Szent Erzsébet tiszteletére készült 1920-ban, Diósgyőrben, Markovics János és családja adományaként. A középső, Szent István harang 310 kilós, a lélekharang szintén 1920-as diósgyőri öntésű, súlya 140 kg.

### Az orgona
Az 1881-ben az Országh cégnél készült orgona egykor az egri bazilika kisorgonája volt, adományként kapta a szendrői templom.

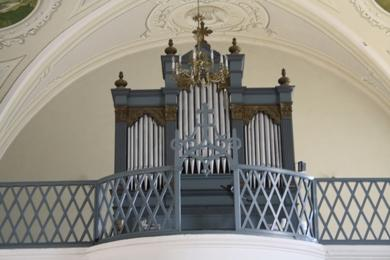
A templom orgonája

### Egyéb érdekességek
A szembemiséző oltár és a felolvasó az 1970-es évekből származik. Az ovális, Árpád-házi szent Erzsébetet ábrázoló festményt 18. századi eredetűnek tartják. Egy szendrői ferences barát, a helyi ellenreformáció neves alakjának emléke a csökönyös emberre vonatkoztatott szólásmondás formájában a mai napig fennmaradt: „Ezt maga Herkó páter sem győzné meg!” alakjában. Az aranyhímzéses, fehér, „moire” barokk papi miseruhát valószínűleg a Csáky kisasszonyok hímezték.

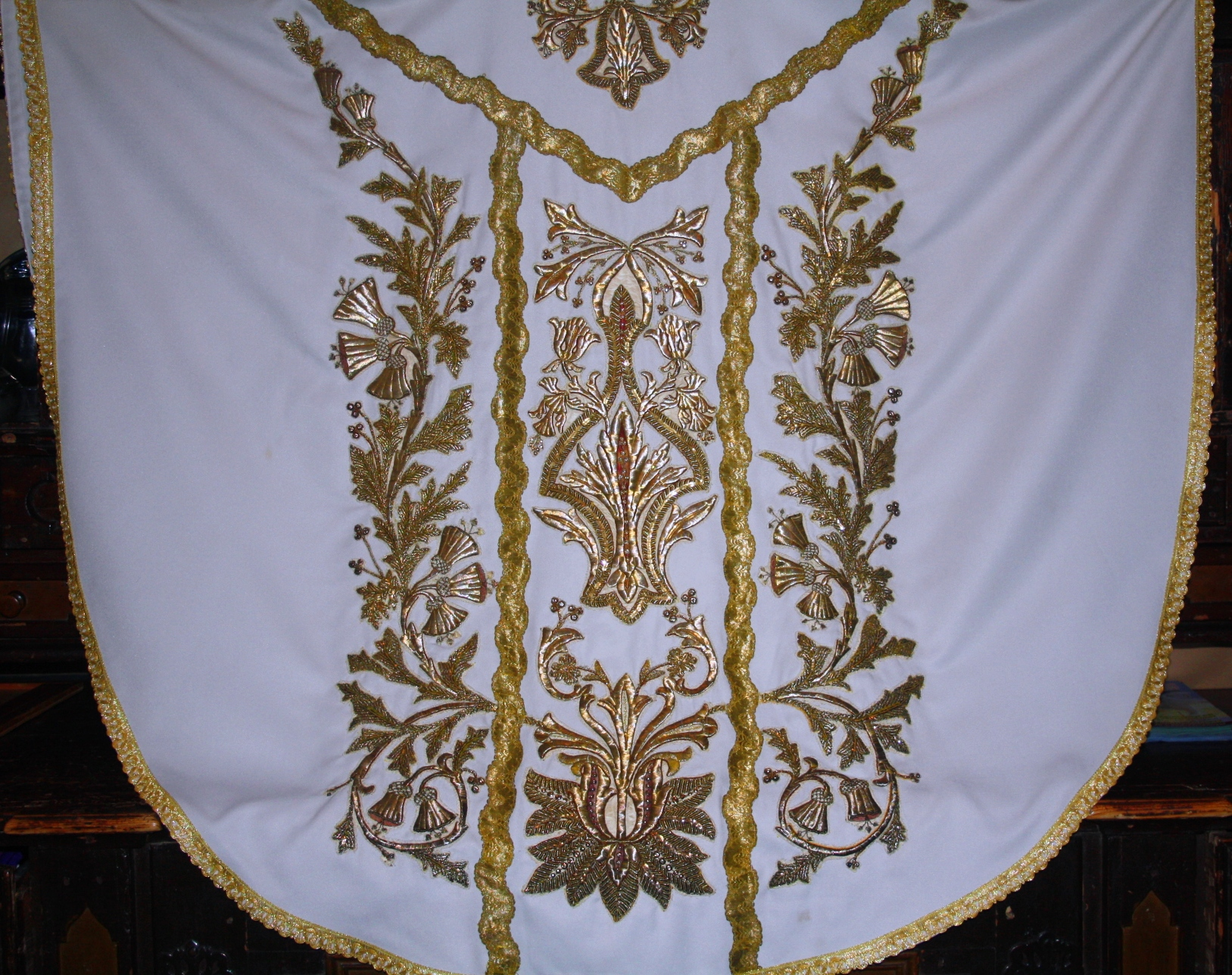
A dús aranyhímzéses, barokk „moire” papi miseruha
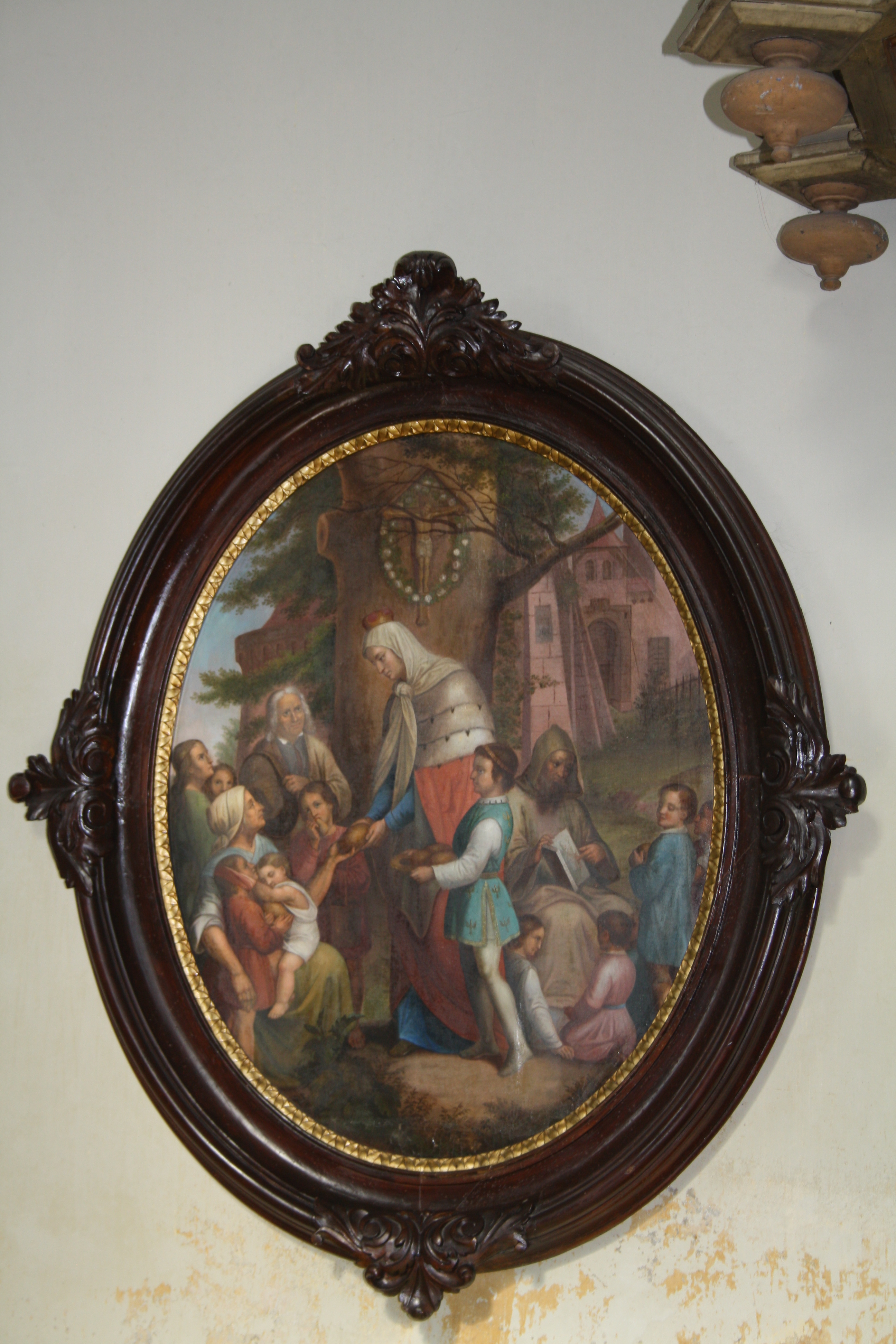
A szegényeknek kenyeret osztó Szent Erzsébetet ábrázoló festmény a templomból
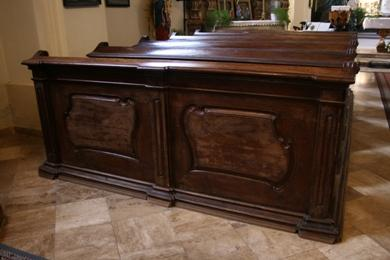
Faragott, díszes pad

## Kisfilm a templomról
2015-ben egy 47 perces videofilm készült A szendrői Assisi Szent Ferenc Római Katolikus Templom címen. Megtekinthető a hivatkozott linken.